# Giovanni V del Portogallo
Giovanni V di Braganza (in portoghese João V; Lisbona, 22 ottobre 1689 – Lisbona, 31 luglio 1750) fu il 24º re del Portogallo e dell'Algarve, detto il Magnifico o Il Re Sole portoghese.
Giovanni V elevò il prestigio del Portogallo e della sua monarchia ai massimi livelli di prosperità e ricchezza. Il suo regno infatti risentì dell'enorme afflusso d'oro proveniente in gran parte dalle colonie portoghesi del Brasile e del Maranhão. Giovanni dilapidò quasi questo suo enorme patrimonio personale in progetti d'architettura ambiziosi, di cui il più noto è il Palazzo Nazionale di Mafra, oltre a collezionare moltissimi oggetti d'arte e a espandere la sua biblioteca. Seguendo i propri gusti di splendore e pompa a corte, Giovanni spese grandi somme anche nelle ambascerie che inviò nelle corti d'Europa, di cui le più rinomate furono quelle a Parigi nel 1715 e a Roma nel 1716.
Disgregando e sciogliendo le tradizionali istituzioni governative del Portogallo, Giovanni V governò come monarca assoluto. Continuando la politica dei Braganza nel fortificare le relazioni in Europa, il regno di Giovanni venne segnato da numerosi interventi con gli Stati europei, in particolare nella Guerra di successione spagnola e nella battaglia di Matapan, assieme a trattati chiave a cui prese parte come il Trattato di Utrecht. Sul fronte imperialista, Giovanni V perseguì una politica espansionistica, con conquiste significative nell'India portoghese e nell'America portoghese.
Giovanni V fu anche un sovrano molto pio e decise di devolvere gran parte delle sue giornate alla preghiera e agli studi religiosi, intrattenendo ottimi rapporti con papa Benedetto XIV e facendo grandi donazioni alla Santa Sede. Il Papa garantì a Giovanni V il titolo di Maestà fedelissima. A ogni modo le relazioni di Giovanni con il papato variarono a seconda dei periodi giungendo talvolta al limite del conflitto.

## Biografia

### Infanzia

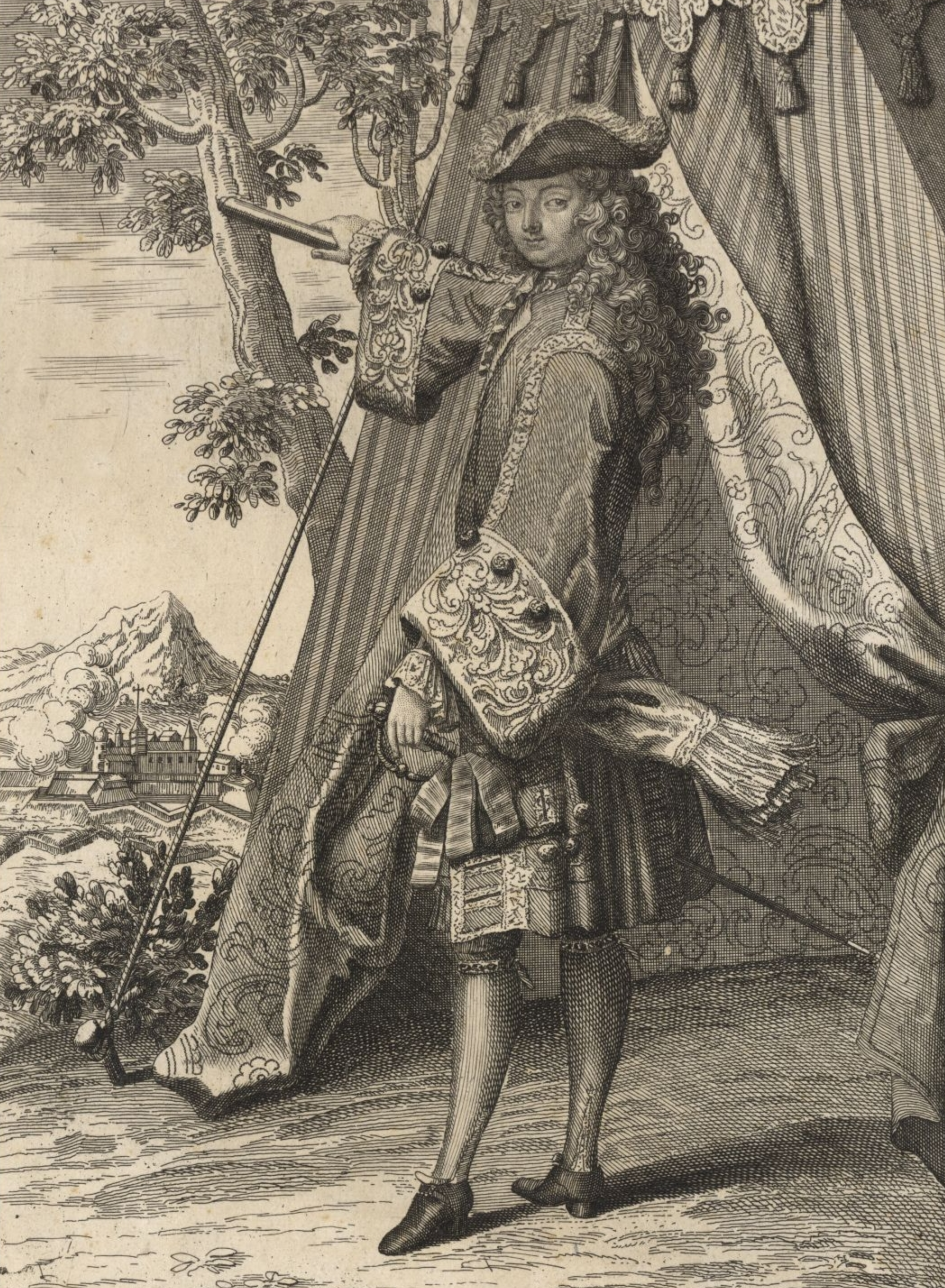
Giovanni, principe del Brasile, figlio primogenito di Pietro II del Portogallo; Berey, c. 1706.

Giovanni nacque il 22 ottobre 1689 nel palazzo della Ribeira, a Lisbona, dal re Pietro II e dalla regina Maria Sofia di Neuburg. Venne battezzato il 19 novembre successivo nella Cappella del Palazzo Reale e gli vennero dati i nomi di João Francisco António José Bento Bernardo. Giovanni non era il primo figlio di suo padre dal momento che prima di lui era nato Giovanni, principe del Brasile, che però era morto l'anno prima della nascita di Giovanni. Con questa nuova nascita la corte tirò un sospiro di sollievo con l'avere nuovamente un erede al trono.
Al suo battesimo Giovanni non ottenne i titoli tradizionali dell'erede al trono del Portogallo, ovvero quelli di principe del Brasile e duca di Braganza, ma venne meramente definito Infante del Portogallo, in segno di rispetto nei confronti del fratello, morto appena un mese prima della sua nascita.

#### Educazione
Giovanni ebbe un'educazione piena di stimoli, circondato come fu da alcune delle più brillanti menti dell'Europa del suo tempo. Come era in uso alla corte portoghese, la sua educazione venne strettamente curata da sole donne provenienti dalla nobiltà portoghese. I figli di Giovanni, e poi di Pietro II, avevano avuto per governante Maria de Lencastre, marchesa di Unhão, che ottenne tale posizione più per la sua bellezza che per il suo status o per la sua propensione all'incarico.
Le politiche del padre di Giovanni avevano arricchito la corte portoghese, stabilizzando l'economia nazionale e rafforzando l'esercito. Crescendo, Giovanni fu pesantemente influenzato dai gesuiti Francisco da Cruz, Giovanni Seco e Luigi Gonzaga. Padre Luigi Gonzaga nello specifico venne incaricato dell'educazione di tutti i figli di Pietro II, insegnando loro educazione militare, politica, astronomia, studi nautici, matematica e storia. Il principe negli affari politici venne invece seguito da Luís da Cunha, noto diplomatico portoghese.

#### Maggiore età

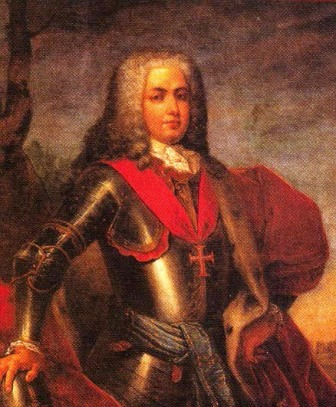
Giovanni, duca di Braganza; c. 1706. Giovanni aveva all'epoca circa 17 anni.

Quando Giovanni raggiunse l'età di sette anni, suo padre decise che il figlio aveva già avuto un'adeguata istruzione perché lui stesso potesse occuparsi di tale compito. Questo fatto venne formalizzato il 7 aprile 1696, quando lui e suo fratello Francesco, duca di Beira vennero ammessi nell'Ordine del Cristo, la massima onorificenza di stato. Sempre nello stesso anno, infine, il re decise di conferire a Giovanni i suoi titoli di principe ereditario, nominandolo principe del Brasile e duca di Braganza. Il 1º dicembre 1696, nell'anniversario della guerra di restaurazione portoghese, si tenne una grande cerimonia per celebrare questo importante evento, contraddistinta dall'apposizione sulle spalle del principe di un mantelletto d'ermellino e dall'ornarlo di molti gioielli e insegne regali
Appena un mese prima del decimo compleanno di Giovanni nel 1699 sua madre, la regina Maria Sofia, morì all'età di 33 anni. Questo fatto colpì profondamente Giovanni che per diversi mesi cadde in depressione e decise volontariamente di ritirarsi dagli eventi di corte. Caterina di Braganza, sua zia e regina consorte d'Inghilterra, Scozia e Irlanda, tornò in Portogallo per aiutare Giovanni a riprendersi dallo shock e prese nel contempo il controllo della sua educazione. Ella prese residenza nel palazzo che aveva fatto costruire, il Palazzo di Bemposta, e rimase la tutrice sino alla sua morte nel 1705.
Nell'aprile del 1700 Giovanni si ammalò terribilmente e si trovò quasi sul letto di morte. Temendo di essere ormai giunto alla fine chiese i conforti religiosi e si confessò. Con grande sorpresa di tutti il principe si riprese velocemente e tornò alle sue normali attività, una guarigione straordinaria che venne vista da molti come un miracolo.
La morte nel febbraio del 1704 della sorella di Giovanni, Teresa Maria, lo rattristò ulteriormente e lo estraniò ancora una volta dalla corte per diversi mesi oltre ad allontanarlo da suo padre che gli preferiva il fratello minore, Manuele, conte di Ourém. Durante questo periodo molte furono le chiacchiere a corte che asserivano che Giovanni non si sarebbe mai ripreso da questa sua depressione. Nel maggio di quello stesso anno tornò a corte e si riconciliò con il re, pronunciando a gran voce che la pur grande tristezza per sua sorella non gli avrebbe mai impedito di seguire i suoi doveri di futuro re.

### Ascesa al trono

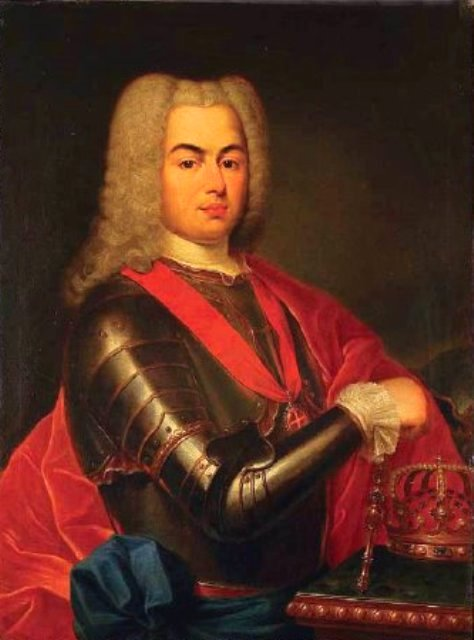
Ritratto di re Giovanni V con la corona; 1707. Giovanni aveva all'epoca 18 anni.

All'inizio di dicembre del 1706 Pietro II si spostò nella Quinta Real de Alcântara dal momento che iniziava a sentirsi poco bene e aveva bisogno di libertà rispetto alla corte. Al giorno 5 del medesimo mese, il re iniziò ad avere una febbre molto alta e i dottori si incontrarono per esaminarlo, ma notarono come la sua salute progressivamente andava deteriorandosi. Il giorno successivo Pietro II chiamò al suo letto tutti i suoi figli e nominò Giovanni quale principe reggente del regno chiedendo a tutti i suoi eredi di seguire la sua volontà.

#### Acclamazione
Il 9 dicembre 1706, alle 13:30, il re Pietro II del Portogallo morì nel sonno. Dopo la morte di Pietro II il palazzo della Ribeira venne parato a lutto e sulla facciata verso il Terreiro do Paço, vennero poste grandi bandiere nere alle finestre. Un mese dopo la morte di Pietro II venne dichiarato il tempo appropriato per Giovanni per essere acclamato quale sovrano. Il palazzo reale venne quindi nuovamente ridecorato con drappi rossi.
Il giorno dell'acclamazione di Giovanni, il 1º gennaio 1707, il suo nuovo trono venne posto sulla balconata della Torre do Rei del palazzo reale, con sotto arazzi che illustravano le allegorie della Giustizia e della Prudenza per ricordare al pubblico che questi erano i tratti che un re doveva avere. Come da tradizione il nuovo sovrano si presentò con la corona al suo fianco e non sul capo.
Giovanni era ora re di un impero che toccava quattro continenti, ma anche di un regno che era in guerra con Spagna e Francia. Il suo primo atto regale segnato fu quello di rinnovare l'appartenenza del Portogallo alla Lega di Augusta e di continuare quindi la guerra a fianco del Regno Unito e degli Asburgo.. Questo nuovo livello di coinvolgimento delle truppe portoghesi nel conflitto, aveva permesso al generale António Luís de Sousa, marchese di Minas, di catturare Madrid il 28 giugno 1706. Mentre il Portogallo investiva diverse risorse nella guerra, al contrario dei predecessori di Giovanni che avevano cercato in ogni modo di evitare la partecipazione a conflitti in Europa, l'attività bellica perse ben presto interesse presso il re che era troppo impegnato a occuparsi dell'amministrazione del proprio regno e dei propri domini.

#### Matrimonio

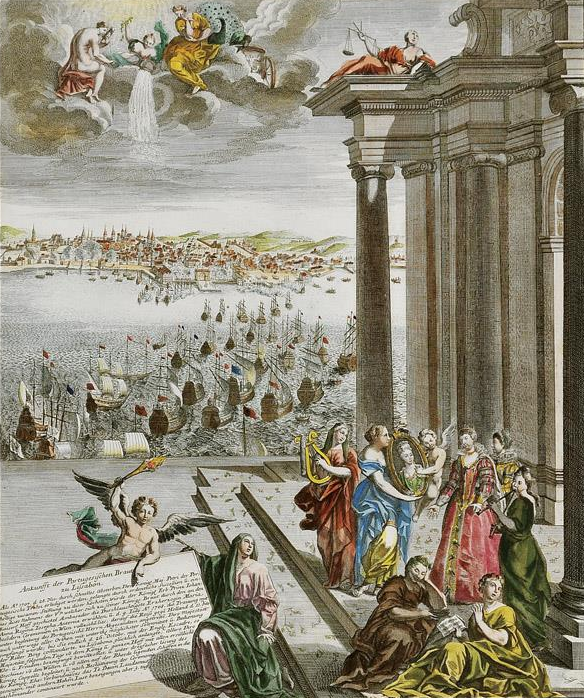
L'arrivo di Maria Anna d'Austria a Lisbona; Gottfried Stein, c. 1708.

Durante la sua vita Pietro II aveva lavorato a lungo per assicurarsi che Giovanni sposasse un'arciduchessa austriaca, fatto che avrebbe rafforzato ulteriormente i legami con gli Asburgo d'Austria. Giovanni aveva continuato questi negoziati e alla fine era riuscito a spuntarla: il 27 giugno 1707 Fernão Teles da Silva, II marchese di Alegrete, siglò un contratto di matrimonio con Giuseppe I del Sacro Romano Impero che ufficializzò il matrimonio tra Giovanni e la sorella dell'imperatore, l'arciduchessa Maria Anna d'Austria. Il contratto comprendeva inoltre una dote di 100 000 corone che la principessa imperiale avrebbe dovuto portare al re del Portogallo, una somma considerevole per l'epoca.
La flotta portoghese venne inviata a scortare Maria Anna dai Paesi Bassi austriaci sino a Lisbona, giungendo all'estuario del fiume Tago il 26 ottobre 1708. La principessa si imbarcò quindi su una nave più piccola che raggiunse il porto del giardino privato del Palazzo della Ribeira dove c'era Giovanni ad attenderla con tutti i più ricchi e potenti nobili del regno. La celebrazione del matrimonio ebbe però luogo solo il 27 dicembre con una festa tanto sontuosa e costosa che il conte di Povolide disse che il re "l'aveva celebrato con tutta la grandezza che egli avrebbe potuto mai immaginare".
Alla fine del 1710 Giovanni e Maria Anna non avevano ancora prodotto un erede al trono e già qualcuno si poneva il problema della successione futura per il Casato di Braganza. All'inizio del 1711 il re incontrò il cardinale francescano Nuno da Cunha e Ataíde, Gran Inquisitore dell'Inquisizione portoghese, il quale gli disse che se egli avesse promesso di costruire un convento francescano a Mafra, Dio lo avrebbe ricompensato con il tanto desiderato erede. Giovanni ribatté che se Maria Anna fosse rimasta incinta prima della fine del 1711, egli avrebbe portato a termine la sua promessa. I desideri di Giovanni si avverarono e il 4 dicembre 1711 finalmente la regina diede alla luce la principessa Maria Barbara di Braganza.
Il matrimonio tra Giovanni e Maria Anna fu felice, ma essi vissero vite in gran parte separate. Maria Anna si dedicava alla cura del decoro della corte reale e dei suoi interessi religiosi, mentre Giovanni si preoccupava di quello che gli piaceva in quel momento; egli inoltre ebbe molte amanti nel corso della sua vita, tra cui Filipa de Noronha, Paula de Odivelas, Luísa Inês Antónia Machado Monteiro, Madalena Máxima de Miranda, Inácia Rosa de Távora e Luísa Clara de Portugal.

#### Figli

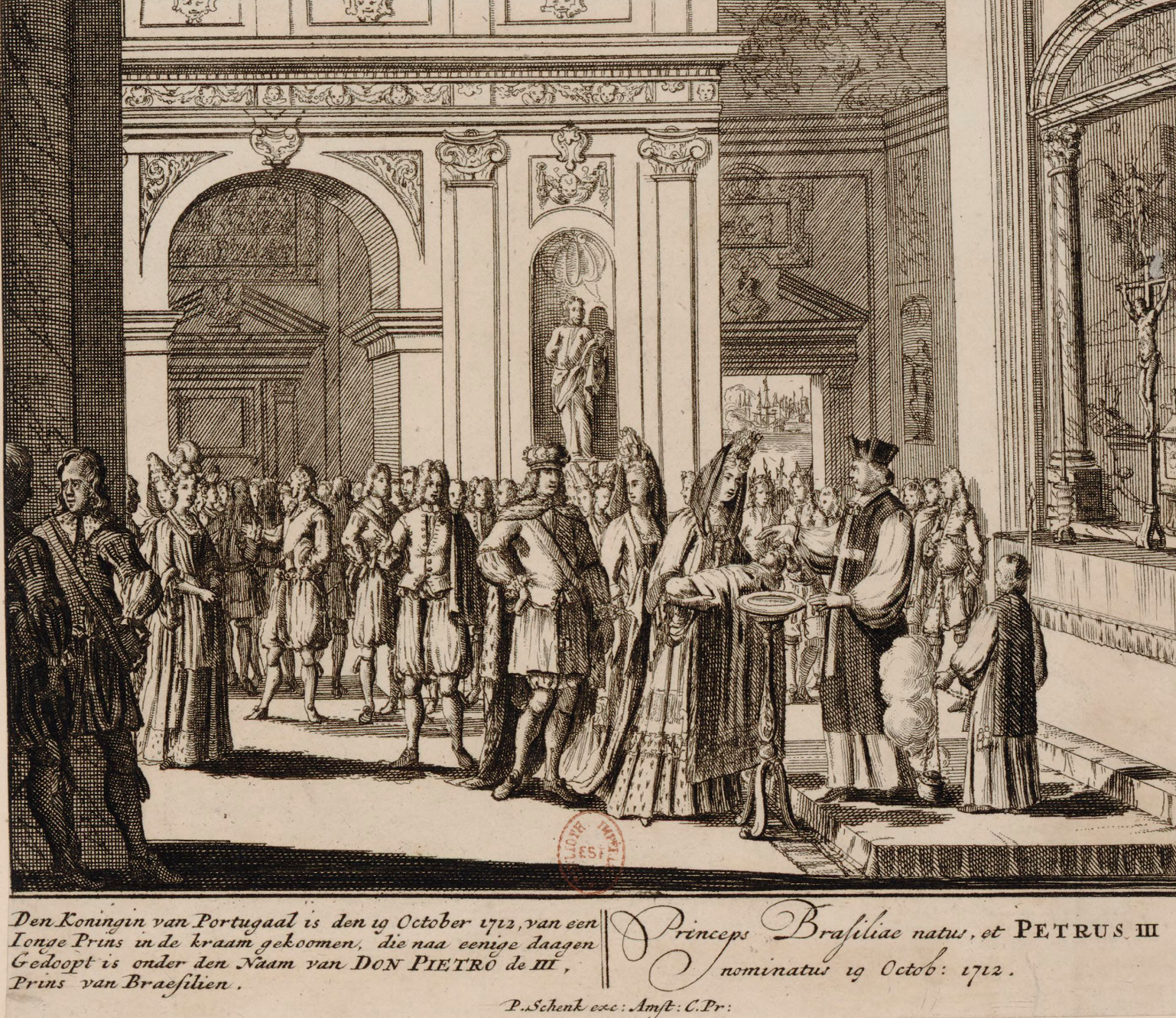
La famiglia reale portoghese al battesimo di Pietro, principe del Brasile; German, c. 1712.

La nascita di Maria Barbara venne seguita da quella di Pietro, principe del Brasile il 19 ottobre 1712, il quale però morì il 29 ottobre 1714, rattristando profondamente il re che si consolò solo con la nascita il 6 giugno dell'anno successivo del futuro erede, l'infante José. Dopo la nascita del principe Giovanni e Maria Anna ebbero altri tre figli, l'Infante Carlos (2 maggio 1716), l'Infante Pedro (5 luglio 1717), e l'Infante Alessandro (24 settembre 1723). Degli ultimi tre figli solo l'infante Pedro avrà discendenza.
Dalla nascita l'infanta Maria Barbara fu monitorata costantemente nel tentativo di darle un degno erede dal padre. Quando il fidanzamento della principessa Maria Anna Vittoria di Spagna con Luigi XV di Francia venne annullato Giovanni propose l'infanta Maria Barbara come possibile moglie per il re di Francia, ma alla fine ella venne rifiutata. Giovanni a ogni modo venne ripagato dei suoi sforzi: a partire dal 1725 iniziarono dei negoziati con la Spagna che portarono alla cerimonia dello "Scambio delle principesse" (Troca das Princesas) che si tenne presso il fiume Caia il 19 gennaio 1729: il principe José sposò Maria Anna Vittoria di Spagna il 19 gennaio 1729 a Elvas, mentre l'infanta Maria Barbara sposò il principe Ferdinando di Spagna (fratello maggiore di Maria Anna) il 20 gennaio 1729 a Badajoz.
Nessuno degli altri tre figli maschi si sposò mentre Giovanni era in vita: Alessandro morì all'età di cinque anni, Carlos morì all'età di 20 senza essersi sposato e senza figli. L'infante Pedro visse abbastanza per sposarsi, ma Giovanni non vide questo matrimonio. Pedrò sposerà infatti la figlia del suo fratello maggiore Giuseppe I, la principessa Maria Francesca, il 6 giugno 1760. Quando la principessa Maria diverrà regina con il nome di Maria I del Portogallo dopo la morte di suo padre, re Giuseppe I (figlio di Giovanni), il principe Pedro diverrà re Pietro III del Portogallo divenendo sovrano jure uxoris.

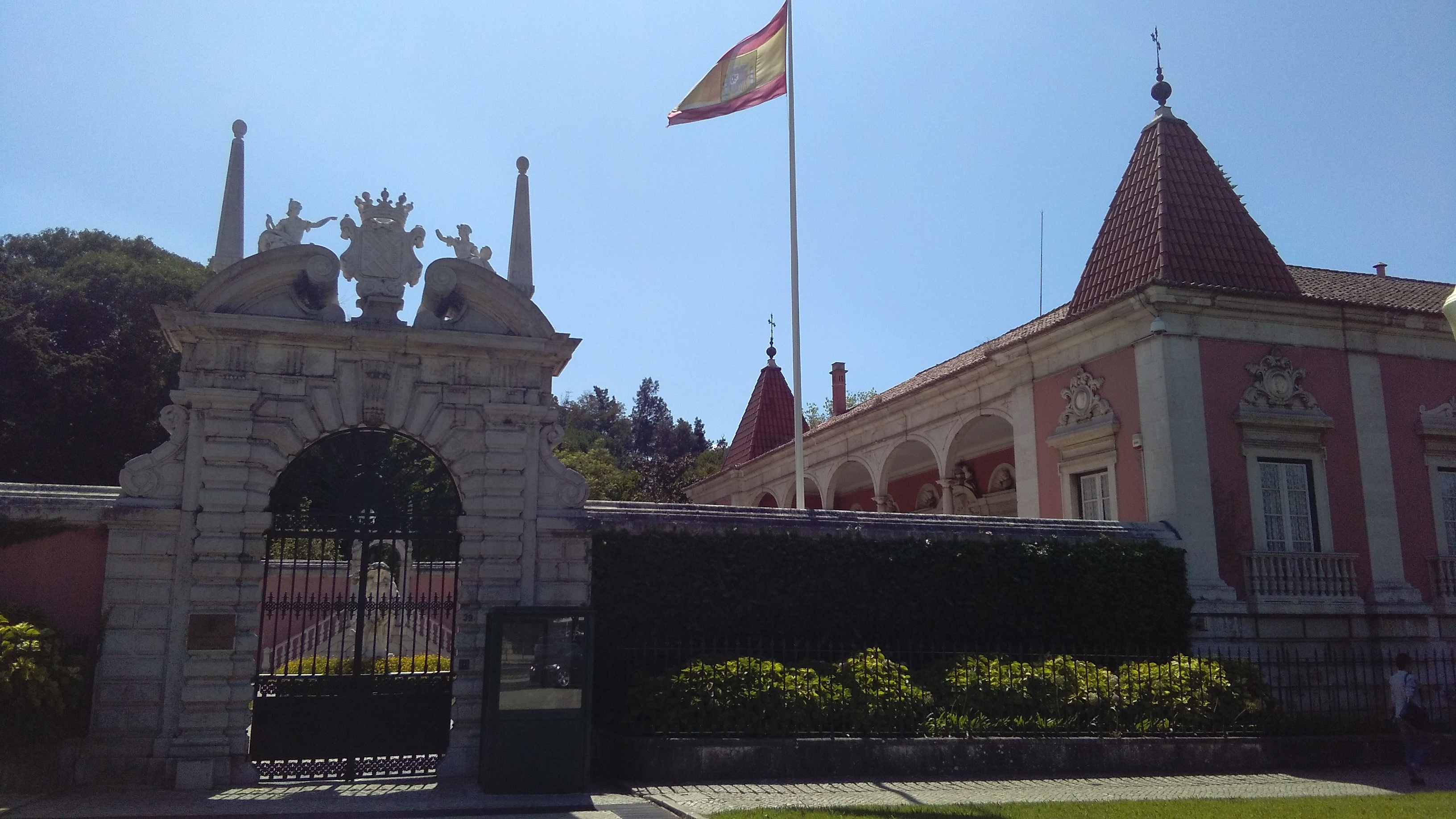
Il palazzo di Palhavã, edificato nella seconda metà de XVII secolo su progetto di João Nunes Tinoco.

Giovanni ebbe però anche quattro figli fuori dal matrimonio: Antonio di Braganza da Luísa Inês Antónia Machado Monteiro; Gaspare di Braganza, futuro arcivescovo di Braga, da Madalena Máxima de Miranda; Giuseppe di Braganza, futuro Grande Inquisitore del Portogallo, da Paula de Odivelas; Maria Rita di Braganza da Luísa Clara de Portugal. Di questi figli i tre maschi vennero tutti riconosciuti da Giovanni nel 1742, venendo conosciuti con il nome collettivo di Meninos de Palhavã (Fanciulli di Palhavã), dal palazzo di Palhavã che apparteneva al marchese di Louriçal e dove questi crebbero a spese di Giovanni. Maria Rita non venne mai ufficialmente riconosciuta, ma venne condotta al convento di Santos-o-Novo e il padre continuò a pagarle tutte le spese necessarie. Quando venne a sapere la verità, il marito della madre di Maria Rita tentò di fermare le azioni di Giovanni, ma il re lo esiliò in Spagna e poi in Inghilterra.

### Politica interna
Quando Giovanni divenne re scelse di governare da monarca assoluto, non convocando mai le Cortes portoghesi (l'antico parlamento del Portogallo), oltre a ignorare continuamente le convocazioni del Consiglio di Stato. Giovanni a ogni modo non prendeva mai decisioni per conto proprio, ma preferiva a sua discrezione consultarsi con i suoi consiglieri personali, concedendo settimanalmente udienza a tutti i componenti delle Cortes, preferendo di gran lunga questi incontri a quelli formali delle sedute di stato. Il conte di Povolide così definì il governo di Giovanni: "egli ha stabilito una predominanza personale della consultazione personale sulla consultazione istituzionale".

#### Governo di Sua Maestà

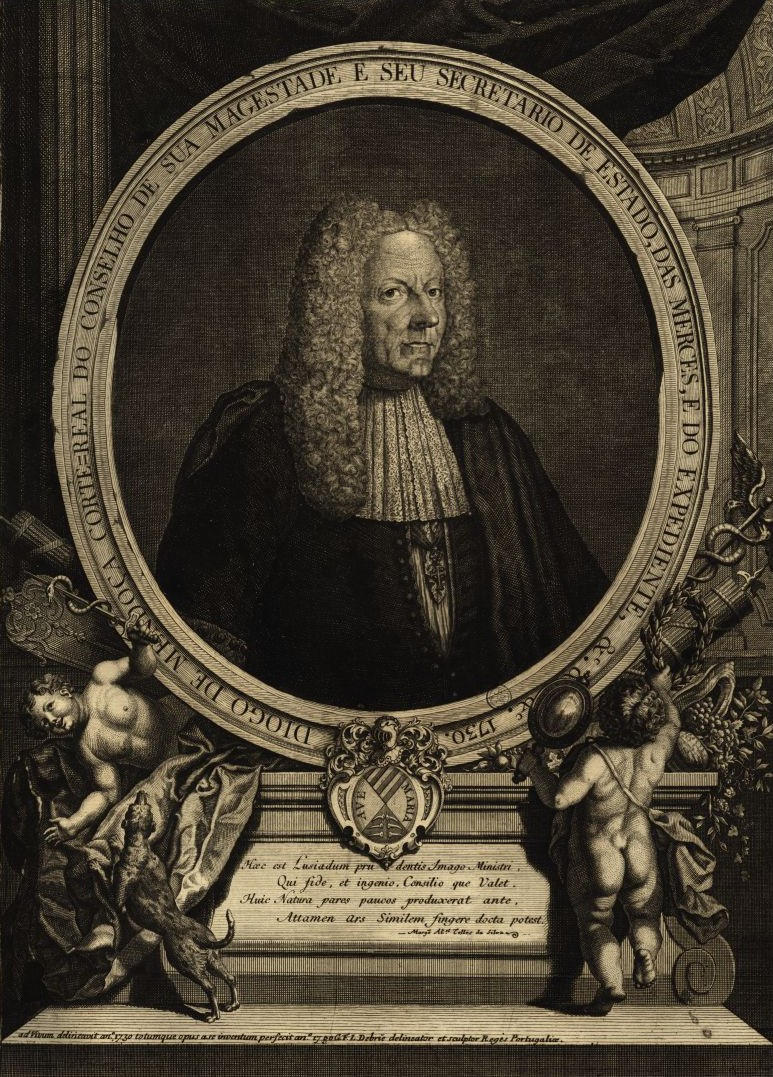
Dom Diogo de Mendonça Corte-Real, Segretario di Stato e favorito di Giovanni V.

La più alta posizione nel governo del re era quella di Segretario di Stato, equivalente a quella di primo ministro attuale. Questa posizione venne occupata sempre da favoriti di Giovanni, di cui il più noto fu certamente Diogo de Mendonça Corte-Real (1658-1736), con cui il re si consultava su ogni cosa, al punto da parere l'unico ministro al servizio del sovrano portoghese. Quando Giovanni divenne re ereditò dal padre un consiglio dei ministri molto potente composto da molti vescovi, nobili e burocrati che avevano costituito il principale elemento di consiglio del governo di suo padre. Ma Giovanni odiava questa istituzione e pertanto preferì dare spazio a Luís da Cunha come referente del re presso questi organismi.
Anche se il Consiglio di Stato non venne mai convocato molti dei suoi membri rimasero comunque stretti consiglieri del re. Oltre a Diogo de Mendonça Corte-Real anche il cardinale João da Motta e Silva e il Grande Inquisitore Nuno da Cunha e Ataíde ebbero un ruolo rilevante, quest'ultimo in particolare sostituendo Mendonça Corte-Real come Segretario di Stato dopo la sua morte nel 1736. Pur sciogliendo molte istituzioni, Giovanni mantenne attiva la Junta parlamentare creata da suo nonno Giovanni IV, che aveva il compito di gestire le finanze e mantenere le installazioni militari, gestire le reclute e le tassazioni relative alla difesa. Giovanni mantenne altrettanto saggiamente il Consiglio del Tesoro che si occupava della gestione delle finanze del Portogallo e del suo impero, gestendo abilmente dunque la riscossione delle tasse, la cassa delle colonie, la zecca reale.

### Rapporti con la nobiltà

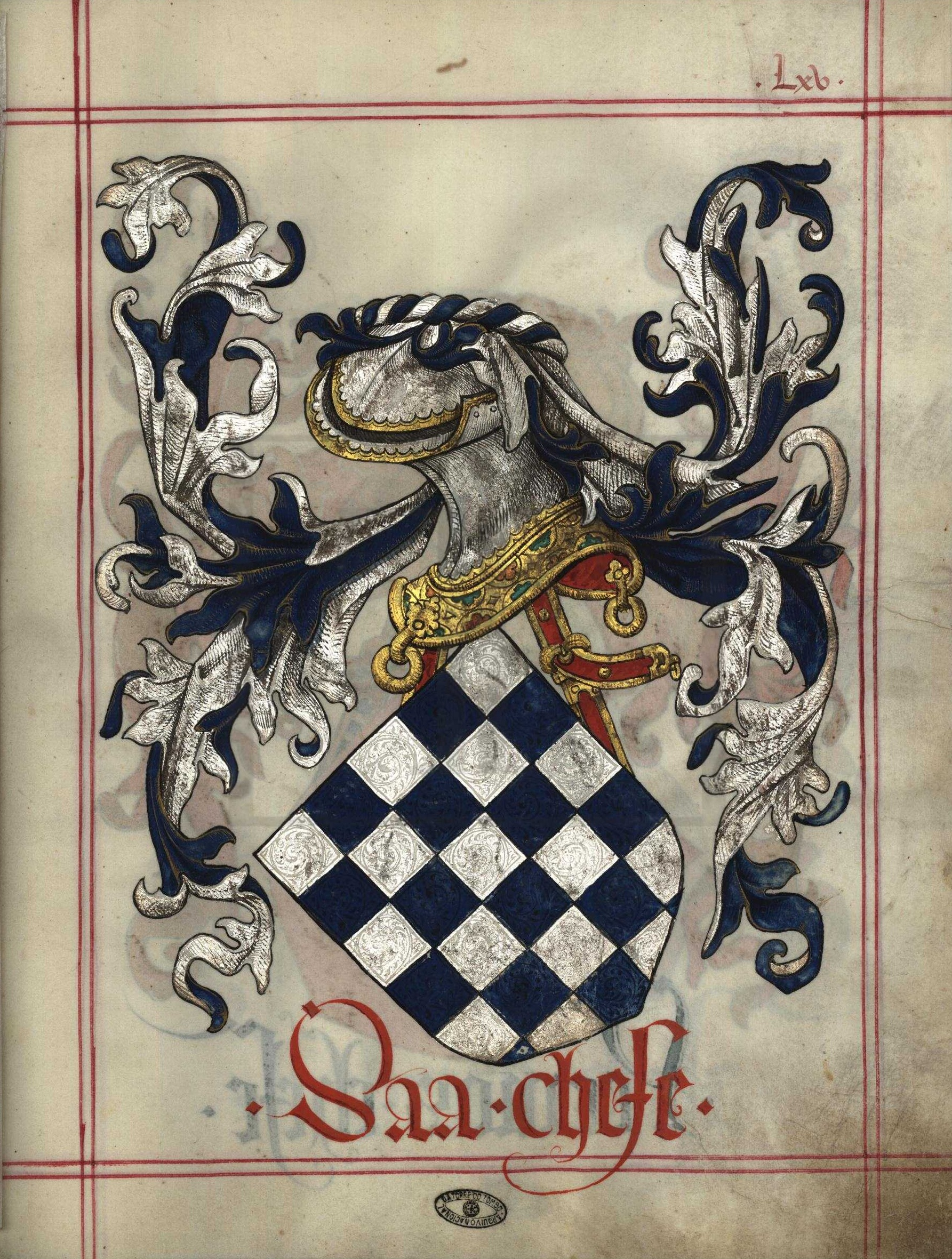
Arme del III Marchese di Fontes, creato Marchese di Abrantes da Giovanni V nel 1718 come ricompensa per il successo ottenuto come ambasciatore a Roma. L'immagine è tratta dal Livro do Armeiro-Mor (foglio 65) del 1509

Il regno di Giovanni V mantenne per tutta la sua lunga durata un rapporto relativamente stabile con la nobiltà dello stato. Complessivamente erano circa una cinquantina le case nobili titolate, tutte appartenenti alla stessa élite che già si poteva ritrovare nel 1509 nell'opera Livro do Armeiro-Mor, che nel tempo aveva conservato tutti i propri vecchi privilegi e prerogative. Grazie all'oro proveniente dal Brasile divenne possibile per il re per premiare l'alta nobiltà e quindi questa si dimostrò sempre fedele al monarca.
Un aspetto straordinario del governo del re Giovanni V, in cui il Portogallo si distingue da tutti gli altri principali regni europei dell'epoca, fu la scarsità di titoli nobiliari concessi dal sovrano. In tutti i regni europei del XVIII secolo vi fu un'enorme inflazione della nobiltà dal momento che i monarchi utilizzarono la concessione di titoli spesso come ricompensa per azioni o atti significativi, o anche solo per mantenere legami con famiglie di rilievo o per interessi commerciali, politici e religiosi. Nella vicina Spagna, per esempio, le 144 case intitolata nel 1621 erano già passate a 528 nel 1700 e la tendenza andò crescendo se nel 1787 si potevano contare già 654 famiglie nobili spagnole, quintuplicando il numero di titoli in soli centocinquant'anni. In Gran Bretagna la tendenza fu la medesima: i 55 titoli del 1603, passarono a 173 nel 1700 e 267 nel 1800 In Portogallo, la tendenza fu completamente opposta. Nel 1640, durante la Restaurazione, la monarchia spagnola aveva portato a 56 le casate titolate, che all'epoca di Giovanni IV vennero perlopiù abrogate perché ritenute concesse dagli spagnoli e quindi contrarie alla politica portoghese. Nel 1670 le casate titolate in Portogallo erano 50 e divennero appena 51 nel 1700. Nel 1730, a metà del lungo regno di Giovanni V, questa cifra era ancora ferma al numero di 51 e addirittura nel 1760, all'inizio del regno di Giuseppe I, era scesa a 48. Nel 1790 il numero dei titolati in Portogallo tornò a 54, come un secolo e mezzo prima.
Giovanni V, come suo padre Pietro II e suo figlio Giuseppe I, concesse solo raramente dei titoli nobiliari e con lo stesso ritmo solo pochi titoli precedentemente esistenti si estinsero, di solito per mancanza di successione. I titoli concessi da Giovanni V durante tutto il suo regno possono essere facilmente elencati:
- Duca di Lafões - 1718 - un cugino illegittimo del sovrano
- Marchese di Penalva - 1750
- Marchese di Castelo Novo - 1744 - quando venne nominato viceré d'India
- Marchese di Alorna - 1748 - come ricompensa per nuove realizzazioni in India
- Marchese Louriçal - 1740 - quando venne nominato viceré d'India
- Marchese di Abrantes - 1718 - come ricompensa per avere svolto un lavoro notevole all'ambasciata di Roma
- Marchese di Angeja - 1714 - quando venne nominato viceré del Brasile
- Conte di Sandomil - 1732 - quando venne nominato viceré d'India
- Conte di Sabugosa - 1729 - mentre era viceré del Brasile
- Conte di Alva - 1729
- Conte Lavradio - 1725
- Conte di Povolide - 1709

Escludendo suo cugino, dunque, in 43 anni di regno totali Giovanni V concesse la nobilitazione a soli dieci uomini, spesso promuovendo al marchesato chi già aveva il titolo di conte e quindi di fatto non aumentando il numero delle famiglie titolate ma solo il loro prestigio. Coloro che ottennero titoli nobiliari, la maggior parte delle volte, li ottennero per meriti nei confronti dello stato o per il raggiungimento dello status di viceré.

### Politica estera

#### Relazioni con l'Europa

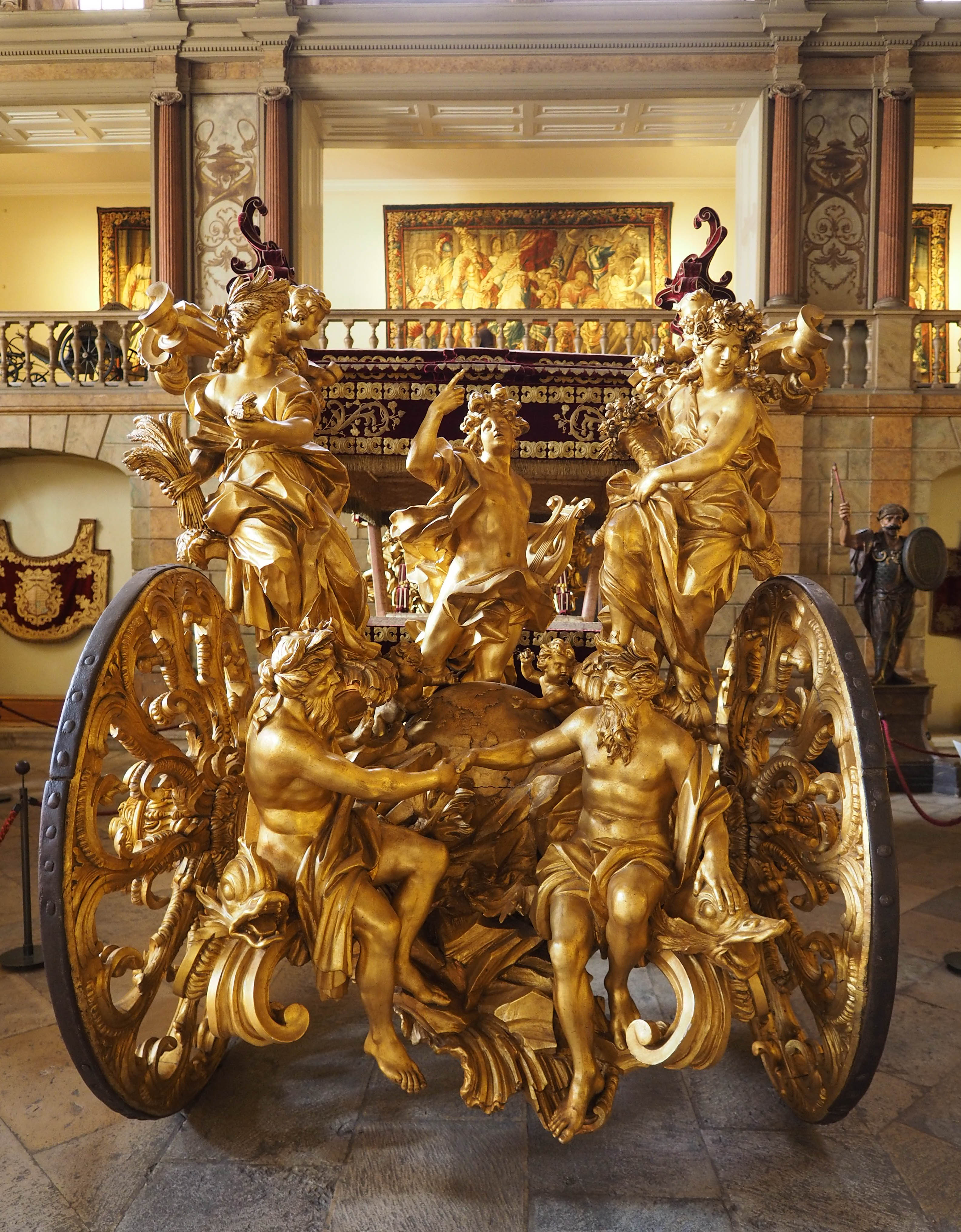
Il Coche dos Oceanos (Carro degli Oceani) usata per l'entrata trionfale dell'ambasciatore portoghese a Roma nel 1716.

Quando Giovanni ascese al trono si trovò subito coinvolto nella Guerra di successione spagnola dal momento che suo padre Pietro II aveva siglato il Trattato di Methuen nel 1703, allineando il Portogallo alla Grande Alleanza contro la Casa di Borbone e permettendo pertanto alle forze alleate di lanciare comodamente l'invasione della Spagna dal Portogallo. Solo alcuni mesi dopo l'ascesa al trono, Giovanni e le sue forze riuscirono a vincere nella battaglia di Almansa, diffondendo le forze portoghesi in Spagna e assicurando quindi la riuscita della guerra. Le forze portoghesi continuarono a combattere al fianco della Grande Alleanza sino al raggiungimento dell'armistizio di Spagna e Francia l'8 novembre 1712. La guerra infine terminò nel 1713, con la firma del Trattato di Utrecht, dove il Portogallo riottenne i territori conquistati dalla coalizione borbonica oltre ad alcune colonie nel Sud America.
Con la conclusione della Guerra di Successione spagnola Giovanni poté ristabilire delle relazioni stabili con le corti europee. Il primo grande atto di diplomazia che portò avanti l'assegnazione di Luís Manuel da Câmara, III conte di Ribeira Grande, quale ambasciatore alla corte di Luigi XIV di Francia nell'agosto del 1715. Nipote di Francesco di Rohan-Soubise e cugino di Hercule Mériadec, principe di Guéméné, Câmara venne personalmente scelto da Giovanni quale suo rappresentante in Francia, nella speranza di riaprire relazioni amichevoli con la corte locale. Non vennero risparmiate spese per l'entrata trionfale dell'ambasciatore a Parigi che costò 100 luigi d'oro al sovrano portoghese, ricevendo però in cambio l'applauso del popolo parigino al punto che Alexandre de Gusmão, segretario del conte, scrisse a tal proposito: "il Conte di Ribeira Grande ha esternato la grandezza del nostro generoso re". Anche se re Luigi XIV morì solo alcune settimane dopo l'arrivo dell'ambasciata portoghese in Francia, la ricchezza e la stravaganza della sua entrata a Parigi divenne un fatto noto in tutta Europa, innalzando il livello di prestigio di Giovanni e del suo regno.
Un ruolo diplomatico rilevante lo ricoprì anche il fratello del re, l'infante Manuele, conte di Ourém, il quale nel 1715 aveva lasciato il paese senza il permesso del re e aveva viaggiato per l'Europa, soggiornando spesso presso gli ambasciatori alle corti europee. Anche se il re era dispiaciuto di questa mancanza di rispetto di Manuele, il re lo perdono scrivendogli: "la vostra età assolve i vostri sbagli". Con il permesso del re questa volta, il principe Manuele entrò al servizio del principe Eugenio di Savoia e con lui servì nella battaglia di Petervaradino. Nei successivi 17 anni il conte di Ourém si spostò di corte in corte, celebrato come eroe militare, considerato addirittura come un possibile candidato al titolo di re di Polonia con il Trattato delle Tre Aquile Nere del 1732. Le avventure di Manuele nel continente ispirarono molti lavori letterari e gli concessero molta popolarità, elevando ulteriormente il prestigio del Portogallo agli occhi dell'Europa.

#### Relazioni con la Santa Sede

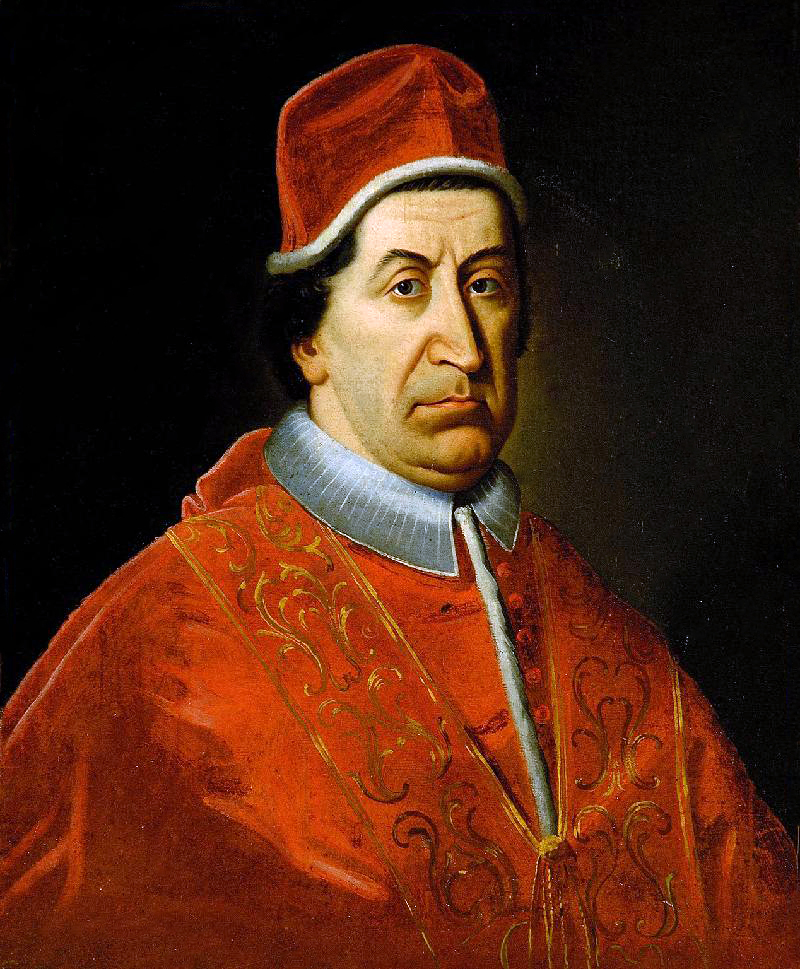
Clemente XI

Rispondendo alla richiesta di aiuto inoltratagli dal papa Clemente XI per combattere contro i turchi nel 1716 il re inviò la flotta portoghese in aiuto a Venezia dove già si trovava la flotta austriaca per combattere contro i turchi sotto la guida di suo fratello, l'infante Francesco, duca di Beira, e di Lopo Furtado de Mendonça, conte di Rio Grande. In quello stesso anno Giovanni organizzò l'entrata formale del suo ambasciatore a Roma, scelto nella persona di Rodrigo Anes de Sá Almeida e Meneses, marchese di Fontes. Cercando di imitare lo splendore mostrato alla corte francese, il re spese 5000 cruzados per questa cerimonia, agganciandovi un seguito di trecento carrozze capeggiate dal Carro degli Oceani, un carro sontuosamente ornato per dimostrare la ricchezza dell'impero portoghese a Roma. Impressionato da tanta potenza e ricchezza Clemente XI decise di elevare la colleggiata Reale alla dignità di Patriarcato, unendola poi all'arcidiocesi di Lisbona e rendendo così la capitale portoghese l'unica all'epoca a detenere tale titolo in Europa oltre a Venezia. La fortuna di Giovanni nei confronti del papato e dell'Italia continuò l'anno successivo, nel 1717, quando con l'aiuto di uno squadrone portoghese i veneziani riuscirono a trionfare nella battaglia di Matapan ponendo fine alla Guerra ottomano-veneziana.
Dopo il Trattato di Passarowitz del 1719, con la sconfitta dei turchi, l'importanza del Portogallo verso la Santa Sede diminuì, come calò del resto nei confronti della maggior parte delle potenze internazionali, oltre al fatto che dal dilagare dell'illuminismo in Francia dal 1733 le idee cattoliche conservatrici iniziarono a essere messe in discussione.

##### Questione dei riti cinesi

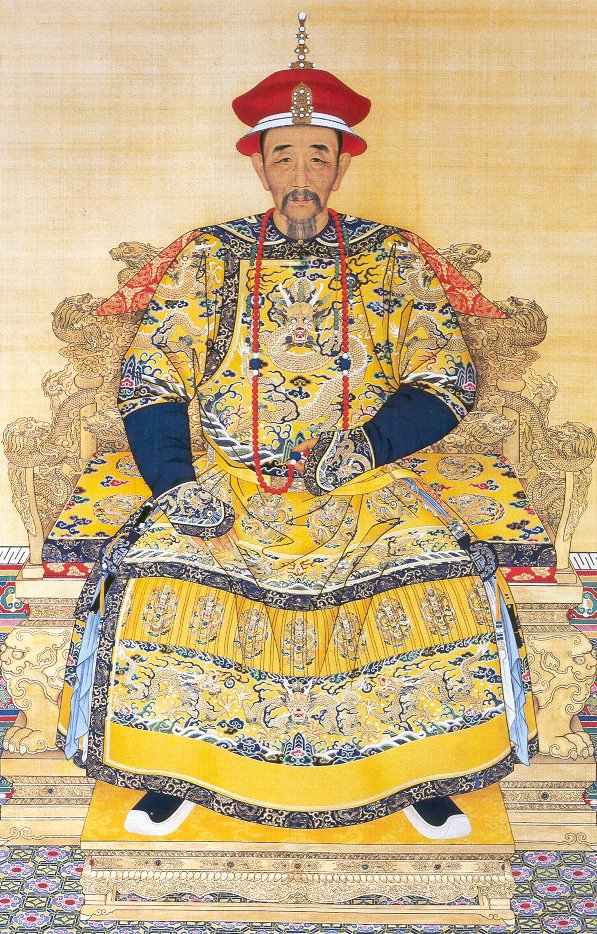
L'imperatore Kangxi (1662-1722), che si dimostrò favorevole a Giovanni V del Portogallo anche nell'ambito della questione dei Riti Cinesi promossa dalla Santa Sede.

Clemente XI (1700-1721) fu un papa estremamente ortodosso nella sua dottrina: condannò come è noto il giansenismo con la bolla Unigenitus (1713). Due anni dopo, con la bolla Ex Quo Singulari, aprì la crisi relativa alla questione dei "riti cinesi", condannando anche l'uso dei missionari in Cina di adottare i costumi locali (i cosiddetti riti cinesi appunto) per facilitare l'evangelizzazione. Questa condanna ostacolò il lavoro dei missionari (per lo più Gesuiti, e molti di loro portoghesi) e mise così il patronato portoghese in una situazione molto declinante in Cina.
Giovanni V era intenzionato a seguire le direttive della Santa Sede, ma entro certi limiti. Nel 1720, a bordo dalla nave Regina degli Angeli che salpò da Lisbona verso Macao il 20 marzo, vi era monsignor Carlo Ambrogio Mezzabarba, patriarca di Alessandria, legato pontificio alla corte dell'imperatore della Cina. Quest'ultimo era il grande imperatore Kangxi, uno dei più importanti nella storia della Cina, che ha regnato per oltre mezzo secolo, e aveva avuto già molti contatti con i missionari cattolici, essendo egli stesso stato educato da missionari e avendo preso al proprio servizio il portoghese Tomás Pereira come musicista di corte, oltre ad avere dato commissione al missionario Teodorico Pedrini di insegnare musica ai suoi tre figli, fra i quali vi era il suo successore, il futuro imperatore Yongzheng (1722-1735). La nave portoghese giunse a Macao il 23 settembre, facendo ritorno a Roma il 13 dicembre 1721 e dimostrando come il Portogallo fosse deferente nei confronti della Santa Sede.
Va detto inoltre che comunque la Regina degli Angeli non fece mai ritorno a Lisbona: dopo avere accompagnato il monsignore sulla terraferma riprese la via di Rio de Janeiro il 5 maggio 1722, dove giunse un mese dopo e dove venne distrutta a causa di una esplosione di polvere da sparo a bordo che mandò in frantumi anche il prezioso carico che trasportava che comprendeva oltre cento pezzi di finissima porcellana cinese e altri doni che l'imperatore cinese aveva destinato a Giovanni V e al papa che ancora oggi giace sul fondo della baia di Guanabara.
Malgrado la mediazione del Mezzabarba l'imperatore Kangxi mostrò di non avere gradito la lettera del pontefice e decise di chiudere tutte le missioni straniere in Cina. L'imperatore cinese sapeva a ogni modo che sebbene la nave giunta alla sua corte battesse bandiera portoghese, Mezzabarba veniva in rappresentanza della Santa Sede e non del re del Portogallo e per ribadirgli la sua amicizia nel marzo del 1721 inviò all'ambasciata a Lisbona doni ancora più ricchi di quelli che erano andati perduti nella prima spedizione, tra cui sette grandi perle valutate ognuna 14 000 cruzados. Malgrado questi ottimi rapporti, quando morì l'imperatore l'anno successivo, il suo successore negò i negoziati appena tre anni dopo.

##### Questione del cardinale Bichi

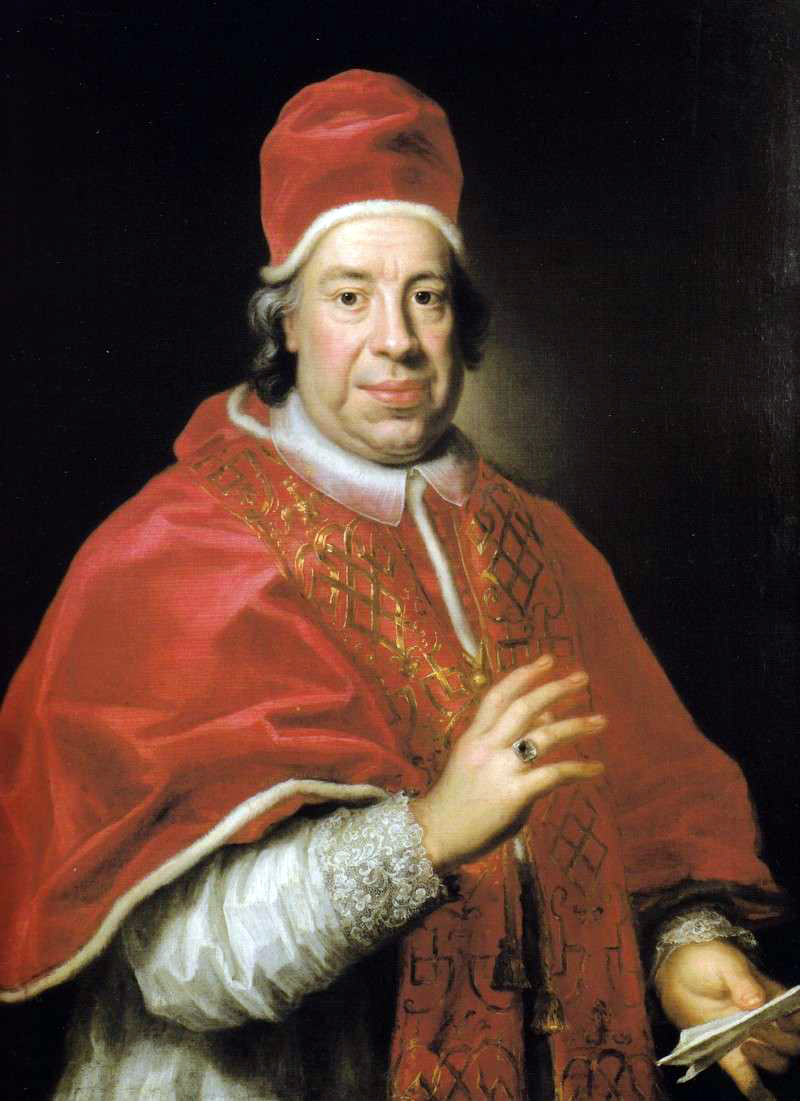
Innocenzo XIII, che era stato nunzio apostolico a Lisbona e che pareva a Giovanni V l'uomo giusto per risolvere la controversia sorta sulla nomina di Vincenzo Bichi a cardinale per la nunziatura apostolica portoghese

Vi fu però una problematica non indifferente che minò i rapporti tra Lisbona e Roma durante questo stesso periodo: la nunziatura di Vincenzo Bichi. L'arcivescovo Bichi era stato nominato nunzio apostolico a Lisbona nel settembre del 1709 e vi era giunto nell'ottobre dell'anno successivo senza sapere che per i successivi dieci anni sarebbe stato al centro di una feroce lotta di interessi tra il Portogallo e la Santa Sede.
Bichi, già nunzio presso la Confederazione Elvetica dal 1703, era stato fortemente criticato dal clero portoghese per il suo comportamento scandaloso a Lisbona dove era passato da abusi di ogni genere. Tali denunce nel corso del tempo avevano portato lo stesso Giovanni V a lamentarsi presso la Santa Sede. Bichi, convocato al Vaticano per giustificarsi, venne rimproverato ma trasferito comunque a Lisbona dove, oltre alla fiducia del re, si riguadagnò la propria posizione.

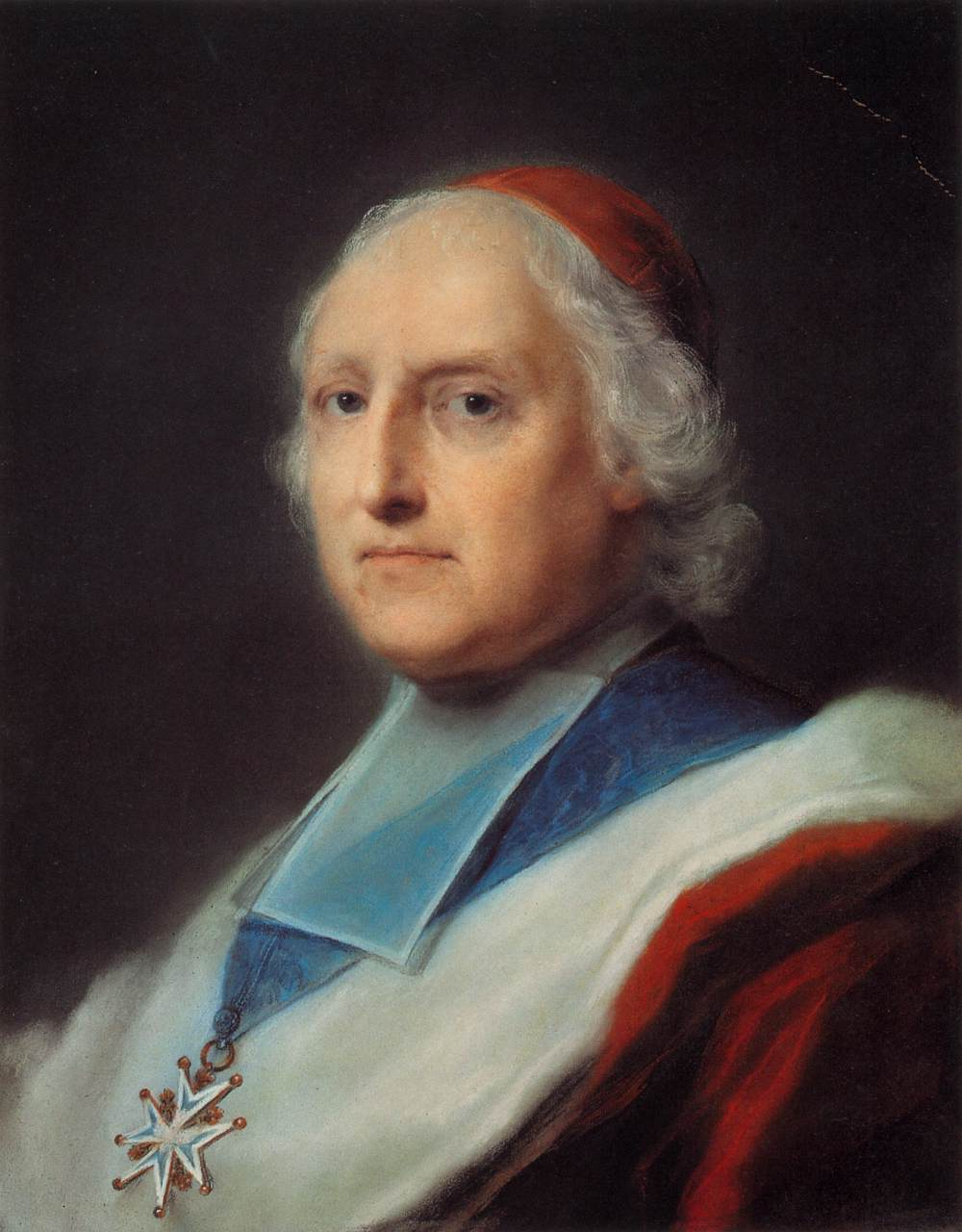
Il cardinale Melchior de Polignac, uno dei più strenui oppositori della nomina di Bichi alla porpora cardinalizia

Quello che più di ogni altra cosa interessava però a Giovanni V era che il nunzio apostolico, chiunque fosse stato, avesse ottenuto la dignità cardinalizia come spettava ai nunzi apostolici delle altre principali potenze europee, segno di prestigio e di stretto legame con la Santa Sede. Giovanni V colse l'occasione dopo la battaglia di Matapan quando, con l'elevazione della diocesi di Lisbona, il sovrano si aspettava come era in uso altrove l'assegnazione della dignità cardinalizia per il suo nunzio. Purtroppo, a causa della cattiva condotta dei Bichi a Lisbona, sembrava improbabile che la dignità gli venisse concessa dal pontefice. Giovanni V insistette per la promozione del Bichi al cardinalato e nel settembre 1720 per tutta risposta Clemente XI richiamò l'arcivescovo a Roma, nominando al suo posto Giuseppe Firrao, ma il pontefice morì poco dopo lasciando tutto in sospeso ancora una volta.
Dopo la morte di Clemente XI il re Giovanni V accolse con gioia l'elezione di Innocenzo XIII nel 1721. Il nuovo papa era un uomo che conosceva bene il monarca anche a livello personale, dato che con lui aveva vissuto dodici anni in Portogallo come nunzio apostolico a Lisbona dal 1697 al 1710. Nel maggio del 1721, quando Innocenzo XIII prese in mano la questione della nomina del nunzio apostolico a Lisbona, decise di confermare Firrao come nunzio, senza cedere sulla questione della concessione del titolo cardinalizio. Il monarca portoghese si rifiutò di riconoscere la nomina di Firrao, minacciando anche di tagliare i rapporti diplomatici.
Innocenzo XIII morì poco dopo, nel 1724. Il nuovo papa, Benedetto XIII, si ritrovò dunque da subito pressato su due lati: da una parte il cardinale portoghese José Pereira de Lacerda cercava di utilizzare la propria influenza nella curia romana in favore del suo re, dall'altra il gruppo dei cardinali del Sacro Collegio capitanata dall'ambasciatore francese, il cardinale de Polignac, sosteneva che fosse sbagliato concedere la porpora cardinalizia al Bichi dato il suo comportamento.
Sentendo di non riuscire a risolvere la questione in maniera felice e soprattutto immediata Giovanni V emanò un decreto con il quale chiudeva la nunziatura apostolica portoghese presso la Santa Sede e invitava tutti i suoi sudditi residenti a Roma a rientrare in patria. Di fronte a questo Benedetto XIII richiese la mediazione di Filippo V di Spagna, ma questa mediazione venne categoricamente rifiutata da Giovanni V. Infine nell'autunno del 1730 il nuovo papa, Clemente XII, eletto pochi mesi prima, cedette totalmente ai desideri di re Giovanni V, impegnandosi a promuovere il Bichi a cardinale.
Bichi venne creato cardinale con il titolo di San Pietro in Montorio il 24 settembre 1731, ma non mancò di ricompensare Giovanni V con il dono di 25.000 cruzeiros. Il re revocò tutte le disposizioni del 1728 e Lisbona da allora poté essere considerata tra le grandi nunziature europee assieme a Madrid, Parigi e Vienna.

### Rapporti con Spagna e Gran Bretagna
Durante tutto il suo regno Giovanni V del Portogallo mantenne un rapporto instabile con la Spagna, su un fronte, e sull'altro seppe coltivare una forte alleanza con la Gran Bretagna. Le ragioni diplomatiche di questi accordi vanno ricercati nella natura naturalmente conflittuale di questi tre imperi oltreoceano.

#### Incidente in Africa

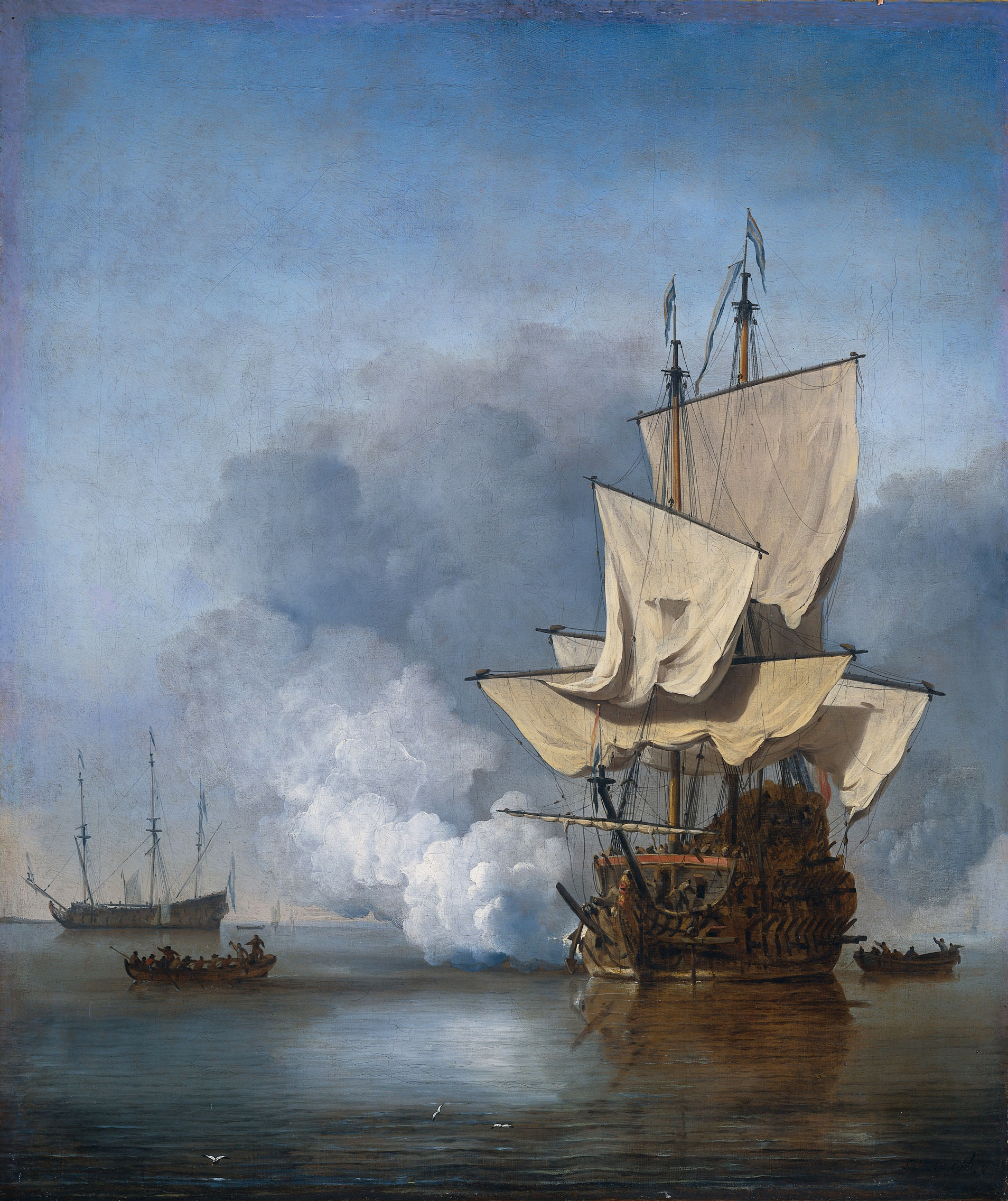
Sparo di cannone di Willem van de Velde, 1707. La nave raffigurata era molto simile a quelle usate dai portoghesi nell'incidente diplomatico africano con l'Inghilterra

Durante il regno di Giovanni V il più fedele alleato del Portogallo fu la Gran Bretagna. Nel 1723 però si verificò l'unico incidente diplomatico tra le due nazioni.
Il 4 novembre 1722 il viceré del Brasile scrisse al sovrano del Portogallo affermando che una fregata olandese stava creando dei problemi alle navi provenienti da Lisbona e nel contempo il governatore di Luanda, in Angola, lo informò che un gruppo di soldati inglesi stava erigendo un forte a Cabinda, alla foce del fiume Congo, una regione che era stata scoperta dagli stessi portoghesi nel 1480 e il cui re locale, dopo l'evangelizzazione, era sempre stato dalla parte dei portoghesi.
Ovviamente la costruzione di un forte armato in loco era sentito come un affronto da parte della corte di Lisbona e lo stesso sovrano si risolse a inviare una nave da guerra della marina militare del Brasile per indagare la situazione e prendere provvedimenti se necessario.
Il 26 maggio 1723 dalle coste del Brasile salparono la Nossa Senhora Madre de Deus e la Nossa Senhora da Atalaia come navi da scorta a sedici mercantili, dirigendosi poi verso l'Oceano e quindi in Angola dove giunsero il 12 settembre. Qui la spedizione scoprì che gli inglesi avevano piazzato due corvette (sloop da guerra) e un forte con trenta pezzi d'artiglieria. Le due navi militari portoghesi chiesero ai soldati del forte di arrendersi ma gli inglesi si rifiutarono e pertanto le imbarcazioni di Lisbona aprirono il fuoco. I bombardamenti proseguirono per due giorni e due notti sino a quando gli inglesi accettarono di cedere la fortezza in cambio di una nave da trasporto per potere tornare in Europa.
Questo fu l'unico episodio negativo nella diplomazia lusitano-britannica dell'epoca e non mancarono le proteste da Londra per questo gesto, ma la differenza di interessi imperialistici dei due stati fece sì che tale episodio venisse considerato più come un fraintendimento.

#### Campagna del Rio de la Plata
Dall'inizio del regno di Giovanni V il principale punto di contesa tra Portogallo e Spagna non si trovava al confine iberico, ma nel lontano Rio de la Plata, nelle Americhe, presso la Colonia del Sacramento. Da quanto i portoghesi avevano fondato questa città proprio di fronte a Buenos Aires nel 1680, gli spagnoli avevano cercato di allontanarli dalla regione a ogni costo.
Il 22 novembre 1723 i portoghesi fondarono anche Montevideo, il miglior porto sul Rio de la Plata e anche la fondazione di questa nuova città creò ulteriori problemi. Si pose da subito la legittimità della fondazione: il trattato di Utrecht prevedeva il riconoscimento del "Territorio e Colonia del Sacramento, che si trova sulla riva settentrionale del Rio de la Plata" e pertanto tale territorio era considerato come compreso nei domini della corona del Portogallo, ma esso non prevedeva nuove fondazioni nell'area. Secondo gli spagnoli, dunque, le competenze territoriali dei portoghesi dovevano limitarsi alla colonia del Sacramento e pertanto la fondazione di quella di Montevideo era vista come illegale. La reazione fu immediata e senza mezzi termini: il 22 gennaio 1724 gli spagnoli provenienti da Buenos Aires occuparono la città appena fondata.
Nel decennio successivo i portoghesi intensificarono la colonizzazione del Rio Grande do Sul e pertanto le forze di Buenos Aires misero sotto assedio la Colonia del Sacramento che poté essere salvata solo grazie all'invio di rinforzi da Rio de Janeiro. Montevideo era ancora occupata dagli spagnoli, che disponevano in loco di forze considerevoli. Le relazioni tra Portogallo e Spagna si deteriorarono rapidamente e come risposta nel febbraio del 1735 vi fu l'episodio della cosiddetta "ambasciate incidente": la guardia spagnola entrò con la forza all'interno dell'ambasciata portoghese a Madrid e vi imprigionò diciannove dipendenti dell'ambasciata, fatto a cui Giovanni V diede ordine di rispondere con l'arresto di diciannove funzionari dell'ambasciata spagnola a Lisbona. I rapporti diplomatici tra i due paesi si incrinarono definitivamente e Lisbona era ormai pronta alla guerra.
Giovanni V decise quindi di inviare una squadra di navi lungo il Rio de la Plata per riaffermare gli interessi del Portogallo nella regione. Nel 1736 in Sud America erano presenti a questo scopo sei navi da guerra portoghesi (per un totale di 390 pezzi d'artiglieria) contro cinque piccole navi da guerra e tre fregate spagnole (per un totale di 332 pezzi). Vennero combattute alcune battaglie ma nessuna delle due parti perse dei vascelli o prevalse in qualche modo sull'altra, tranne il caso dei portoghesi che bloccando il porto di Montevideo riuscirono a mantenere l'esercito spagnolo dell'area bloccato a terra. Il blocco al porto di Montevideo venne mantenuto dall'agosto del 1736 all'agosto del 1737, ma quando la flotta spagnola era ormai decisa a fare irruzione pervenne la notizia che a Parigi era stato firmato l'armistizio nel maggio del 1737. Secondo gli articoli del trattato firmato dalle due parti Montevideo sarebbe tornata al Portogallo.
Giovanni V nel frattempo aveva invocato l'alleanza con la Gran Bretagna che già era stata siglata nel 1735 nel caso in cui il governo di Madrid si fosse rifiutato di accondiscendere ai termini prescritti. Gli inglesi inviarono presso il porto di Lisbona ventisei navi da guerra (praticamente l'equivalente di tutta la flotta militare spagnola) agli ordini dell'ammiraglio sir John Norris che qui rimase sino all'estate successiva, dopo appunto l'armistizio di Parigi.

#### Trattato di Madrid

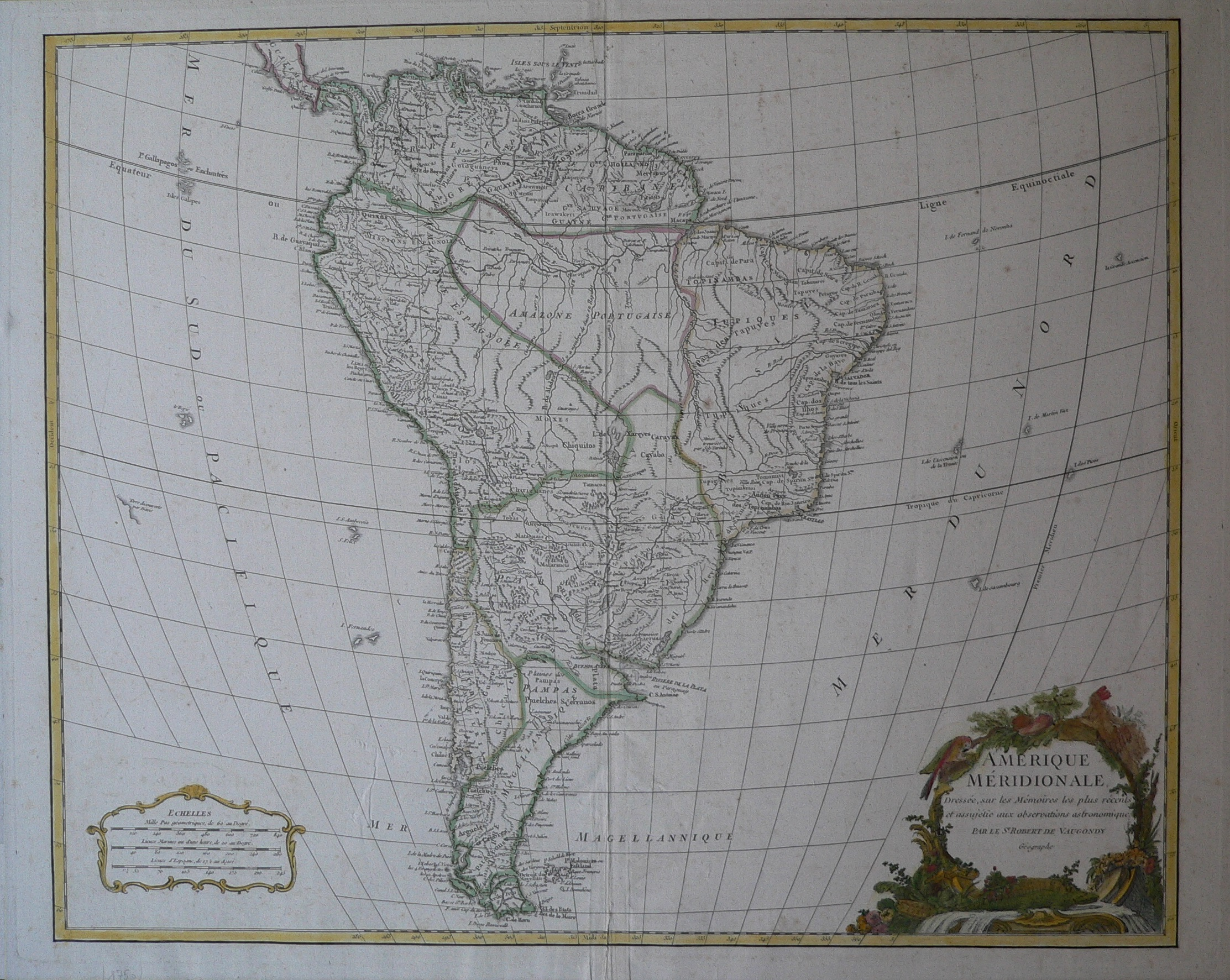
L'America meridionale in una stampa della metà del XVIII secolo

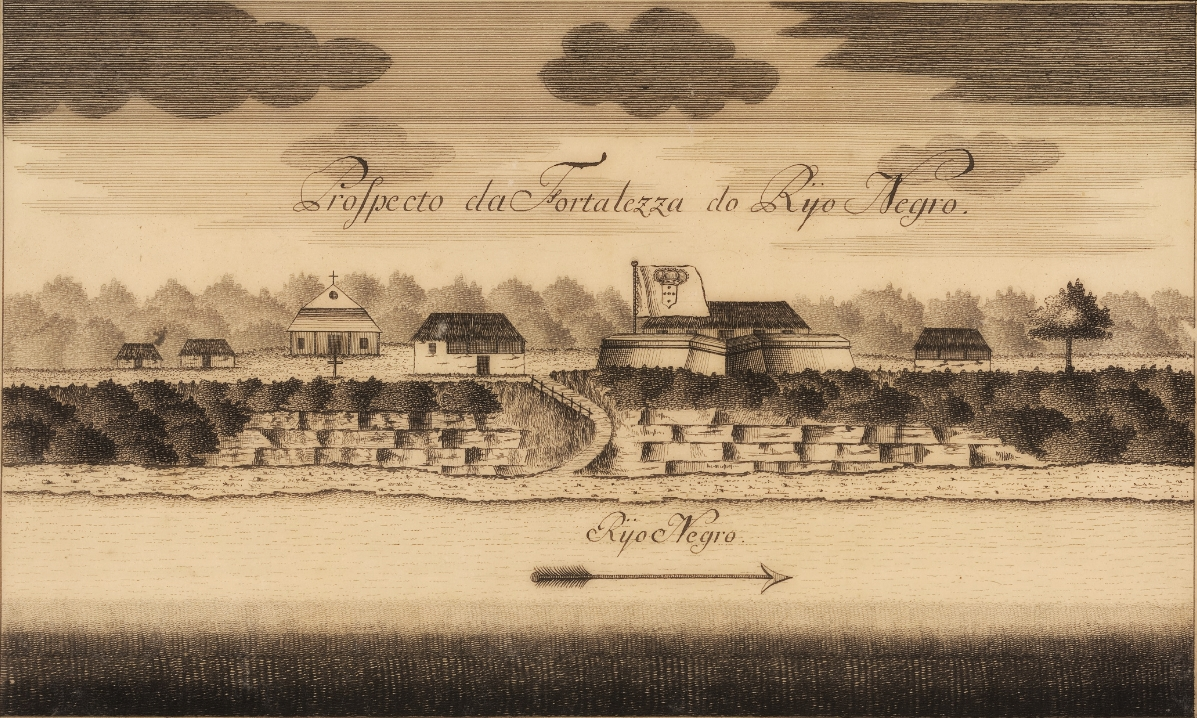
Il Forte di São José da Barra do Rio Negro, disegno di Johann Andreas Schwebel.

Durante il regno di Giovanni V, la popolazione abitante il Brasile si moltiplicò a dismisura. Nel contempo anche le frontiere terrestri del territorio vennero ampliate verso occidente, al di là dei limiti stabiliti del Trattato di Tordesillas del 1494, facendo così aumentare i motivi di conflitto con la Spagna; da un lato vi era la questione del Rio de la Plata, dall'altro le controversie in Amazzonia dove i portoghesi nel 1669 avevano eretto il Forte di São José da Barra do Rio Negro, nell'attuale Manaus.
Divenne quindi necessario creare un nuovo trattato per definire adeguatamente i confini delle aree di influenza delle due corone nel Nuovo Mondo e dal 1746 ebbero inizio i nuovi negoziati. Durante questo periodo, Giovanni V soffriva già di problemi di salute e pertanto di queste trattative si occupò Tomás Teles da Silva, visconte Vila Nova de Cerveira, ambasciatore straordinario alla corte di Madrid, assieme a Alexandre de Gusmão, un diplomatico esperto che era nato in Brasile e che conosceva bene il territorio in oggetto, oltre a essere fratello dell'inventore Bartolomeu de Gusmão.
Ne derivò il trattato di Madrid, siglato il 13 gennaio 1750, con il quale il Portogallo ottenne a livello europeo il riconoscimento dei confini del dominio del Brasile sulla base del principio uti possidetis, vedendosi quindi aumentati di molto i confini del Brasile, corrispondenti grossomodo a quelli attuali.
Sempre in base al medesimo trattato, il Portogallo venne però costretto a consegnare alla Spagna la Colonia del Sacramento in cambio del territorio dei Sette Popoli delle Missioni (Misiones Orientales). Tuttavia questo scambio venne contestato sul posto e terminerà solo a seguito della Guerra Guaraní del 1754-1756, durante il regno di Giuseppe I.

### Rapporti con l'India
Durante l'ultimo decennio del regno di Giovanni V si ebbe la prima perdita della provincia del Nord nel 1739-1741 e quindi le nuove conquiste di Goa nel 1744-1746.

#### Perdita della Provincia del Nord

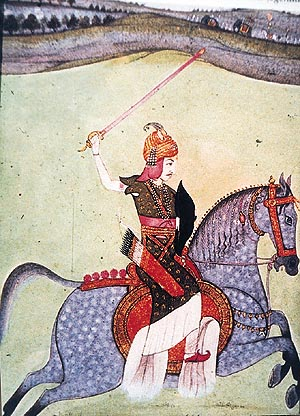
Il pascià Bajirao, il più grande capo militare della storia dell'Impero Maratha.

Alcuni decenni dopo la morte di Aurangzeb nel 1707, l'impero Moghul che dall'epoca di Akbar si era sempre dimostrato tollerante circa la presenza dei portoghesi lungo le coste indiane con i loro insediamenti e le loro colonie, si avviò al crollo.
Sull'altro fronte l'Impero Maratha era riuscito a colmare questo vuoto di potere e a diventare uno degli elementi di maggiore minaccia nel mare arabico dove al tempo di Giovanni V la flotta portoghese tornò a imperare come nel XVI secolo. L'ammiraglio dei Maratha - Kanhoji Angrey o Angria, come lo chiamavano i portoghesi - era il più famoso ammiraglio indiano dell'epoca, forte anche della propria sostanziale indipendenza politica di cui godeva. La sua flotta era composta da navi essenzialmente di piccola taglia ma che erano in grado di sfuggire facilmente alle grandi navi portoghesi della bassa costa indiana. Nel 1738, sedici di queste piccole imbarcazioni riuscirono a prendere la piccola fregata portoghese San Miguel con 24 cannoni.
Tuttavia l'Impero Maratha era come l'Impero Moghul un impero prevalentemente terrestre. Dal 1720-1740 il peshwa fu Bajirao I, il più grande capo militare della storia dei maratha, il quale si pose come obbiettivo la riconquista dei possedimenti che i portoghesi avevano in India sin dal Cinquecento, noti con il nome collettivo di Provincia del Nord: essi spaziavano dalla costa di Bombay - offerti dagli inglesi al matrimonio tra Caterina di Braganza a Carlo II d'Inghilterra nel 1662 - sino al Daman. Tutto questo fascia costiera aveva fortezze come quelle di Bassein e Chaul, stati interamente nelle mani dei portoghesi dal XVI secolo.
Bajirao, che aveva ormai raggiunto Delhi, la capital del Gran Mogol, invase quindi le Province del Nord e dal 17 febbraio 1739 si dedicò all'assedio di Bassein.
Mentre questa armata invadeva la Provincia del Nord, un secondo esercito marathi disceso dai Ghati orientali riuscì a invadere il territorio di Goa, la capitale di tutti i possedimenti portoghesi in Asia.
I portoghesi non riuscirono a resistere a lungo all'ondata di invasioni e dopo un tentativo disperato nella fortezza di Mormugao, due giorni dopo avviarono i negoziati con i maratha. Le condizioni del resto furono piuttosto semplici: i portoghesi avrebbero dovuto abbandonare Goa e la provincia del Nord e avrebbero ottenuto dei salvacondotti per lasciare incolumi i territori indiani. I portoghesi dal canto loro ebbero il permesso di mantenere i possedimenti di Daman e Chaul, oltre ad alcuni territori attorno a Goa ma non la città stessa che aveva rappresentato il fulcro dell'impero coloniale asiatico per i lusitani da oltre due secoli. Le due colonie rimarranno dipendenti dal Portogallo sino al 1961.

### Ultimi anni e morte
Giovanni V da sempre aveva una salute delicata. Nel 1709 aveva dovuto sottoporsi a salassi frequenti per risolvere dei grumi di sangue al collo; nel 1711 era rimasto convalescente per diversi mesi; nel 1716 aveva sofferto di depressione e si era ritirato a Vila Viçosa lasciando la moglie quale reggente del trono in sua assenza.
Il 10 maggio 1742, a soli 52 anni, ebbe il suo primo forte attacco cardiaco che un testimone descrisse così: "un improvviso malore lo ha privato dei sensi ed era tutto rigido nel lato sinistro, la bocca bloccata". Il re migliorò nel corso dei giorni, con frequenti bagni a Caldas da Rainha e visite al santuario di Nazareth.
Da questo momento il re fu sempre meno energico e trascorse dodici mesi in tutto tra il 1742 e il 1748 in ritiro dalla corte. Nel luglio del 1750 la sua salute peggiorò nuovamente al punto che richiese l'estrema unzione al cardinale-patriarca. Il re morì il 31 luglio 1750, dopo più di quaranta anni di governo. Alla sua morte il re aveva al suo fianco della regina, il principe Giuseppe, i neonati Pedro e Antonio, il futuro cardinale da Cunha, e gli archiatri di corte. La sua salma riposa ancora oggi nel Pantheon di Braganza, accanto alla moglie, nel monastero di São Vicente de Fora a Lisbona.

## "Cultura giovannina"

### Patrono dell'architettura

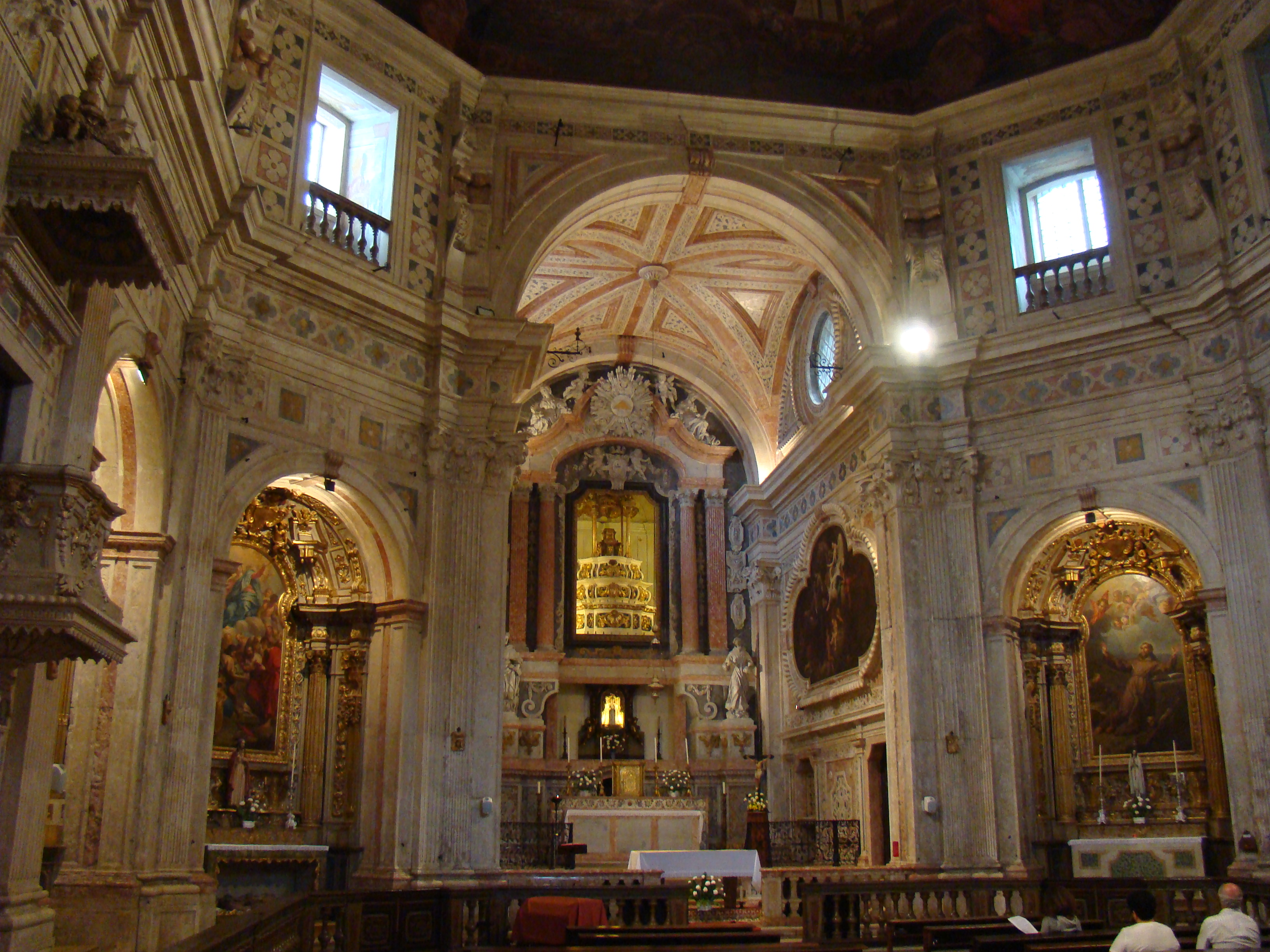
L'interno della Chiesa del Bambin Gesù a Lisbona, costruita nel 1711 e sopravvissuta al terremoto del 1755.

Nel panorama culturale dell'Europa del periodo barocco Giovanni V mantenne una politica di protezione degli artisti e soprattutto degli architetti perché essi, tramite le loro opere, potevano manifestare concretamente quell'idea di opulenza che egli mise in pratica per ragioni politiche oltre che per passione personale, soprattutto a Lisbona. Uno dei progetti più antichi e più belli, nonché uno dei pochi sopravvissuti al terremoto del 1755, è la Chiesa del Bambin Gesù, di rara pianta ottagonale, costruita nel 1711. In adempimento di un voto fatto al 26 settembre, due mesi prima della nascita del suo primo figlio il 4 dicembre - l'infanta doña Barbara, futura regina di Spagna - Giovanni V iniziò la costruzione di quello che doveva essere un vasto edificio, quello che poi divenne noto come il Palazzo Nazionale di Mafra, ancora oggi il più grande monumento barocco portoghese, realizzato grazie alla perizia di João Frederico Ludovice.
Giovanni V aveva una grande passione per i libri e per questo motivo, nel 1720, diede inizio al progetto per la realizzazione della biblioteca barocca dell'Università di Coimbra che venne completato nel 1728. Questo progetto traeva la propria ispirazione dalla Hofbibliothek, la biblioteca di corte di Vienna avviata da Carlo VI d'Asburgo nel 1722. Dopo avere completato la biblioteca, Giovanni V ordinò la costruzione della Torre dell'Università, completata nel 1733. Nel decennio del 1730-1740, per rendere costante la fornitura d'acqua alla capitale portoghese, venne costruito il maestoso acquedotto delle Acque Libere. Uno degli architetti responsabili di questo progetto fu Manuel da Maia, il quale descrisse l'opera "non necessariamente bella, ma forte", risultato che indubbiamente venne raggiunto con tutti i crismi dato che venne concluso in breve tempo e fu in grado di resistere anche al terremoto di Lisbona del 1755.

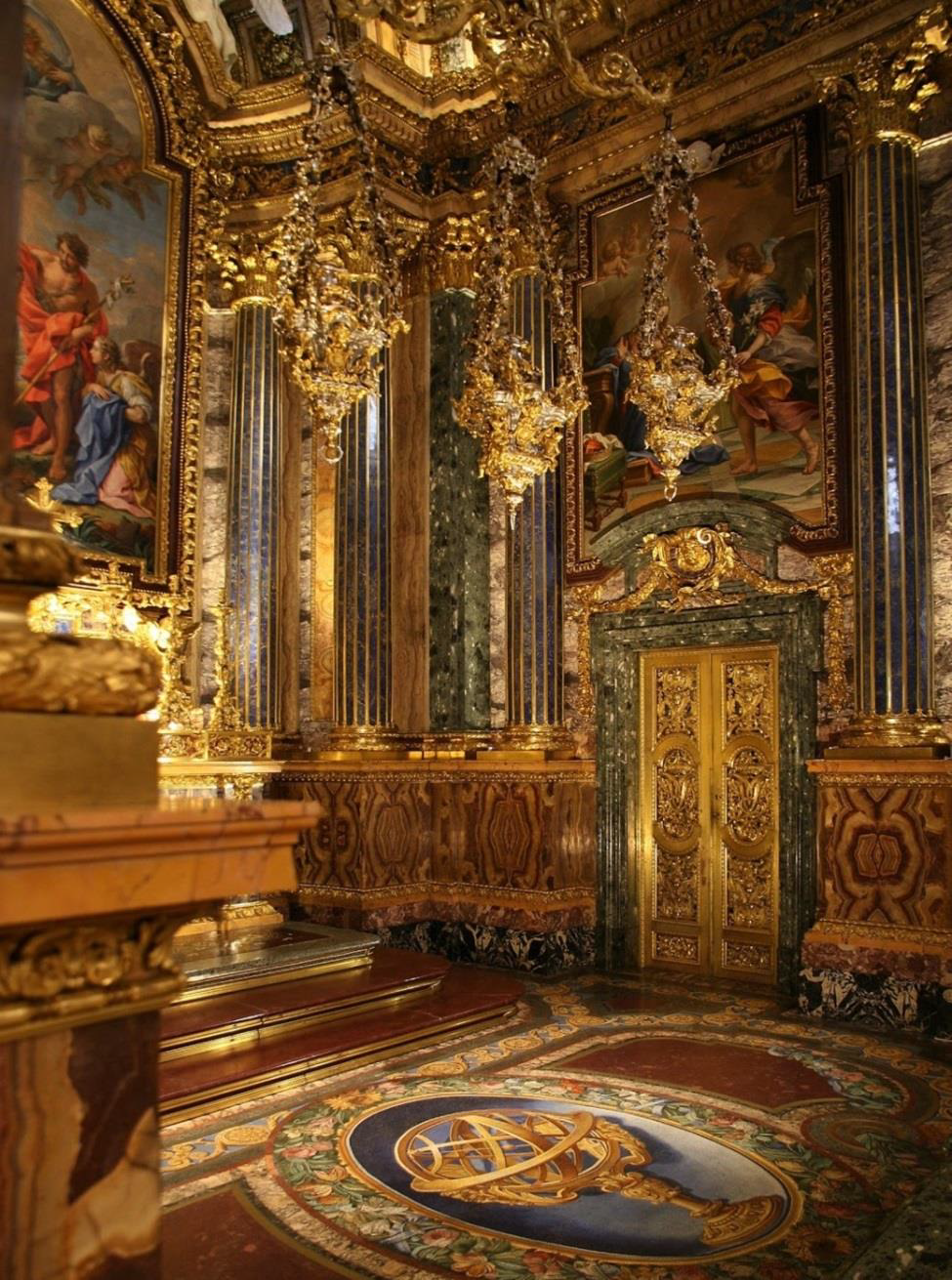
L'opulenta cappella di San Giovanni Battista fatta costruire da Giovanni V tra il 1742 e il 1744: si noti sul pavimento a intarsio di marmi policromi la sfera armillare, simbolo del Portogallo come potenza marittima

Fra gli altri progetti l'ultimo approvato direttamente dal re fu la stravagante cappella di San Giovanni Battista, uno dei luoghi di culto più ricchi del mondo cristiano. Progettata da Nicola Salvi - lo stesso architetto della Fontana di Trevi - con la collaborazione di Luigi Vanvitelli - architetto della Reggia di Caserta - venne eretta inizialmente nella chiesa romana di Sant'Antonio dei Portoghesi a Roma tra il 1742 e il 1744, benedetta dal papa in persona il 15 dicembre 1744, che qui vi celebrò anche messa il 6 maggio 1747, per poi essere smantellata e trasferita integralmente a Lisbona, rimontata nella Chiesa di San Rocco.
Tutto in questa cappella appare ancora oggi realizzato con materiali preziosi: la parte anteriore dell'altare è coperta di ametista; le colonne sono rivestite di lapislazzuli; le pareti sono rivestite con agata e porfido; i telai delle porte sono in diaspro verde. Da segnalare con grande interesse è anche l'intarsio marmoreo sul pavimento davanti all'altare che rappresenta una sfera armillare, simbolo del Portogallo (compare ancora oggi sulla bandiera nazionale). Giovanni V seguì da vicino il progetto, interferendo più volte nei disegni e regalando personalmente una vasta collezione di oggetti di culto in oro e argento, che rappresentano ancora oggi l'apice della gioielleria barocca. Questi oggetti, oltre a abiti liturgici, dipinti correlati alla cappella e a molto altro, sono oggi in mostra permanente al Museo di Arte Sacra della chiesa di San Rocco.
L'opera di evangelizzazione già portata avanti in grande stile in America, Africa e Asia, assieme alla costruzione della grandiosa Cappella di San Giovanni Battista, avevano tutte il compito di affermare il Portogallo come grande potenza cattolica, fatto che certamente avrà contribuito alla concessione dello stesso papa Clemente XII del titolo onorifico di Maestà Fedelissima a Giovanni V nel 1748, esteso poi anche ai suoi successori.
Tra i progetti meno noti ma comunque grandiosi e ascrivibili a Giovanni V abbiamo il Miradouro de São Pedro de Alcântara, un belvedere che ancora oggi offre una delle viste più belle della capitale portoghese, costruito a partire dal 1740.

#### Palazzo di Mafra
Giovanni è spesso ricordato per essere stato uno dei più grandi patroni dell'arte nella storia portoghese, avendo commissionato un gran numero di progetti di costruzione e studi artistici. Il più famoso e importante lavoro voluto dal re è sicuramente il Palazzo-Convento di Mafra. All'inizio del 1711, dopo tre anni di matrimonio con Maria Anna d'Austria senza eredi, Giovanni iniziava a essere anch'egli preoccupato per la successione al trono. Egli incontrò dunque il cardinale Nuno da Cunha e Ataíde, Grande Inquisitore del Portogallo, il quale lo assicurò che se avesse promesso di costruire un convento per i francescani a Mafra, appena fuori Lisbona, Maria Anna gli avrebbe dato un erede sulla fine dell'anno. Il fatto avvenne e la costruzione ebbe inizio nel 1717, con l'intenzione di costruire una modesta chiesa e un convento per un centinaio di frati. A ogni modo, negli anni successivi, con l'afflusso continuo e copioso di oro dalle colonie americane del Brasile e del Maranhão, i piani vennero cambiati trasformando la struttura nella magnum opus del regno di Giovanni per accomodarvi trecento frati e trasformando il tutto in un ibrido convento-palazzo, includendovi una biblioteca reale, una basilica e un gran numero di appartamenti reali per la famiglia del sovrano. Notando la vastità della costruzione e lo scopo del progetto, Charles de Merveilleux, un nobile svizzero che viveva in Portogallo nel 1726, disse che "re Giovanni ha deciso di costruire un secondo Escorial".
Del progetto si occupò l'architetto di corte João Frederico Ludovice, il quale fece di un voto religioso un modo per mostrare il potere e la ricchezza della monarchia nazionale. Dal 1729 15.470 operai lavorarono alla costruzione del palazzo, oltre a 6.124 fanti e cavalieri dell'esercito che collaborarono, con un personale totale impiegato di 21.594 persone. Gran parte del palazzo era già completata nel 1730, ma Giovanni era così orgoglioso di questa sua opera che inviò un decreto con il quale costrinse tutti gli abitanti dei villaggi di Mafra e Ericeira a lavorare al palazzo, richiedendo dei permessi speciali per essere esentati. Riguardo ai costi esorbitanti del palazzo, Merveilleux disse: "tre quarti dell'oro che proviene dal Brasile, a Mafra, si trasformano in pietra".
Sebbene Mafra sia ancora oggi una costruzione grandiosa esso non fu mai un palazzo del potere ma semplicemente una residenza estiva. Giovanni commissionò poi altre opere, commedie e serenate per ravvivare la vita a palazzo. A partire dal 1732, inoltre, il sovrano divenne solito celebrare il suo compleanno proprio a Mafra con tutta la corte. Nel palazzo il sovrano raccolse una delle più ricche biblioteche di sempre con 36.000 volumi dal XIV al XVIII secolo. I lavori a Mafra continuarono sino al 1755, quando la devastazione del Grande terremoto di Lisbona richiese che la forza lavoro fosse dirottata per ricostruire la capitale.
Peraltro l'episodio ha dato spunto allo scrittore premio Nobel José Saramago per il romanzo Memoriale del convento.

### Patrono delle arti e delle scienze

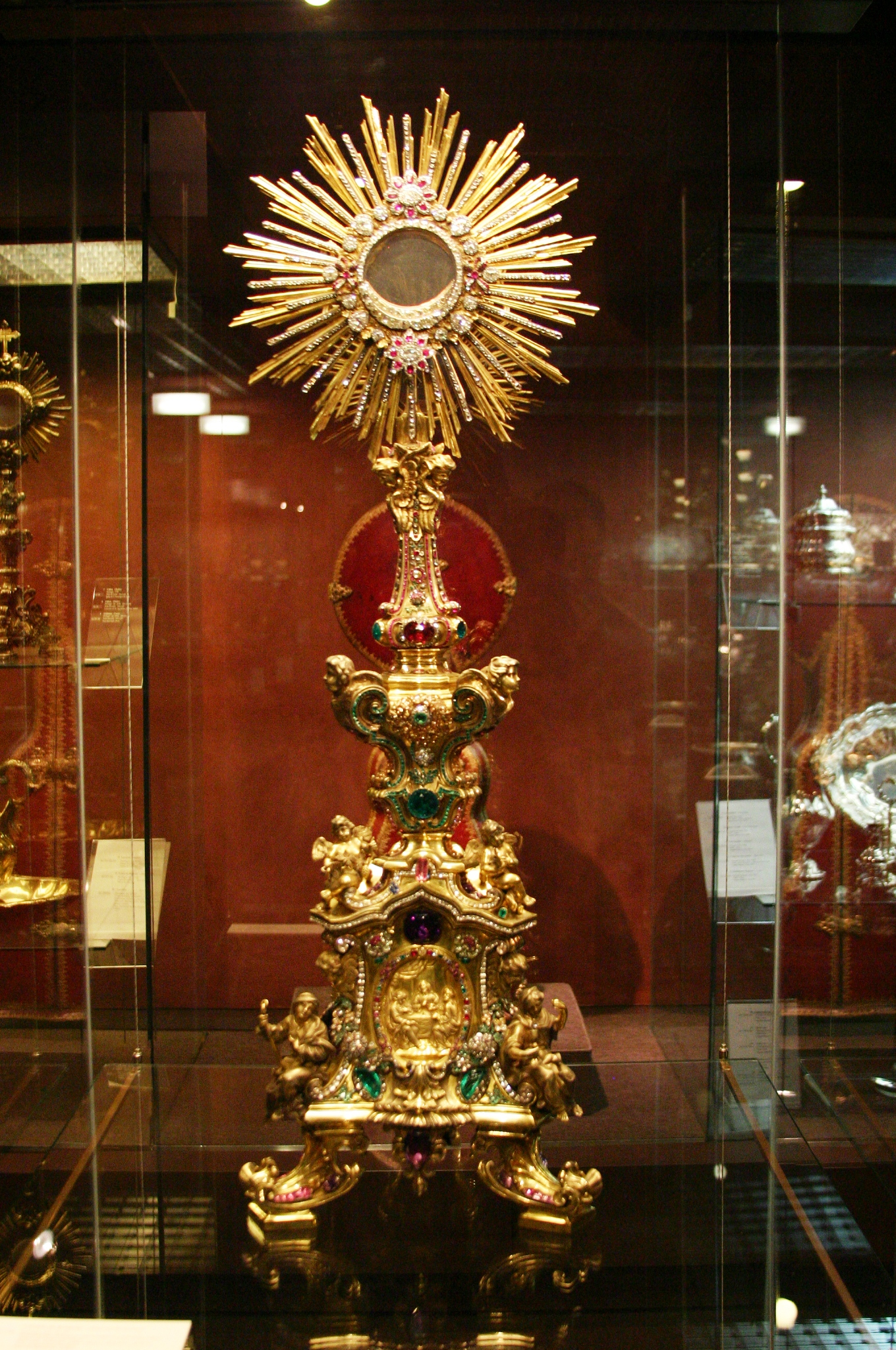
L'Ostensorio di Bemposta, uno dei prodotti artistici esemplificativi del "barocco giovannino" in Portogallo

Il Portogallo ha vissuto con Giovanni V uno dei massimi periodi di ricchezza artistica, in gran parte realizzata grazie all'oro proveniente dal Brasile. Un esempio dei manufatti artistici di questo periodo lo si può trovare nel magnifico Ostensorio di Bemposta, proveniente appunto dalla cappella del Palazzo di Bemposta, ora esposto al Museo Nazionale di Arte Antica di Lisbona. Il grande ostensorio venne progettato dall'orafo João Frederico Ludovice, lo stesso architetto del palazzo di Mafra, e poi fuso a Roma. Esso venne realizzato in argento dorato, decorato con pietre preziosi provenienti sempre dal Brasile o acquistate con l'oro delle miniere brasiliane.
Era l'epoca del "Barocco giovannino" che ebbe come principale prodotto artistico la lavorazione della ceramica e la realizzazione delle famose piastrelle decorate con il colore blu che ancora oggi sono uno dei prodotti tipici del Portogallo.
Il re patrocinò personalmente artisti di rilievo come il pittore Vieira Lusitano (1699-1783), lo scultore José de Almeida (1700-1769) e suo fratello, l'intagliatore Felix Vicente de Almeida. In Brasile Giovanni V patrocinò l'architetto Manuel Francisco Lisboa padre di Antonio Francisco Lisboa, lasciando anche numerose opere d'arte a San Paolo che oggi si possono ammirare nel locale Museo di Arte Sacra.

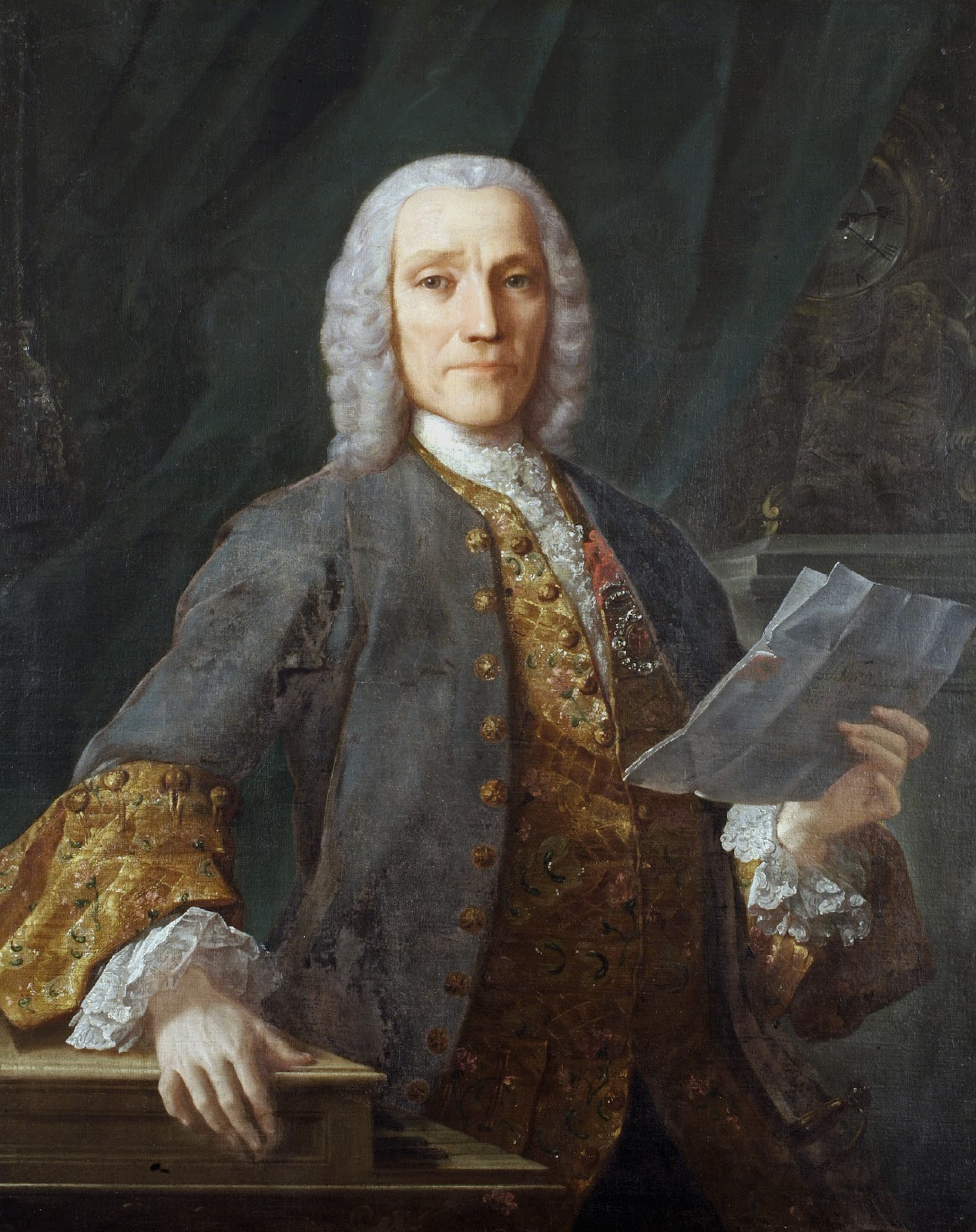
Domenico Scarlatti fu al servizio di Giovanni V come maestro della cappella di corte dal 1719 al 1729

Giovanni V aveva inoltre una grande passione per la musica, introducendo dal 1730 l'opera italiana a corte e assumendo nel 1733 il violinista italiano Alessandro Paghetti come musicista a corte. Nel 1739 fece costruire un grandioso teatro nel Palazzo di Belém che il re aveva acquistato dal conte di Aveiras nel 1726. La grande importanza che Giovanni V rivolse alla musica la si può vedere nel fatto che all'incarico di maestro di cappella assunse il migliore clavicembalista della sua generazione, il napoletano Domenico Scarlatti, il quale fu anche tutore musicale dell'infanta Barbara; Scarlatti rimase a Lisbona dieci anni (1719-1729) per poi seguire l'infanta portoghese alla corte di Madrid dopo il suo matrimonio. Sulla scena nazionale i più importanti compositori portoghesi del regno di Giovanni V, furono Francisco António de Almeida (1702-1755), Carlos Seixas (1704-1742) e António Teixeira (1707-1774).
Per quanto riguarda le scienze, oltre alla storiografia nazionale, la materia che Giovanni V promosse largamente fu la medicina, per la quale impegnò diversi traduttori per traslare in portoghese opere straniere come l'Anatomica Chirurgia (1715) dall'originale francese, istituendo anche una scuola di chirurgia presso l'Ospedale Reale di Tutti i Santi a Lisbona nel 1731.
In generale, però, lo sviluppo delle scienze in Portogallo non raggiunse picchi notevoli sotto il regno di Giovanni V, complice anche il clima di censura imposto dall'Inquisizione, di cui soffrì anche la medicina dal momento che molti dei medici dell'epoca erano ebrei. In questo panorama di stagnazione scientifica si trova però una chiara eccezione: l'ingegneria. Di tutte le scienze che diedero i migliori risultati durante il regno di Giovanni V, la tecnica ingegneristica e quindi anche quella militare ebbero un notevole supporto da parte del monarca. Tra i rappresentanti più noti di questa branca ricordiamo Manuel de Azevedo Fortes (1660-1749), ingegnere capo del regno nel 1719 e autore per esempio del manuale O Engenheiro Portuguez, in due volumi (1728), oltre a Manuel da Maia (1677-1768), architetto dell'acquedotto di Lisbona, una delle più note opere di ingegneria del XVIII secolo in Europa, e a Eugénio dos Santos (1711-1760), responsabile della ricostruzione della Piazza del Palazzo dopo il terremoto del 1755 che colpì la capitale portoghese. Tra le altre menti geniali del Portogallo dell'epoca ricordiamo lo scienziato e inventore Bartolomeu de Gusmão (1685-1724), inventore di un primo prototipo di aerostato.

## Discendenza
Giovanni e Maria Anna ebbero sei figli:
- Maria Barbara (4 febbraio 1711 – 27 agosto 1758), sposò nel 1729 il re di Spagna Ferdinando VI;
- Pietro (19 ottobre 1712 – 29 ottobre 1714);
- Giuseppe (6 giugno 1714 – 24 febbraio 1777);
- Carlo (2 maggio 1716 – 29 marzo 1736);
- Pietro (5 luglio 1717 – 25 maggio 1786), sposò nel 1760 la nipote Maria I del Portogallo;
- Alessandro Francesco (24 settembre 1718 – 12 agosto 1728)

### Figli naturali
Da Luísa Inês Antónia Machado Monteiro, ebbe:
- Antonio di Braganza (1º ottobre 1704-14 agosto 1800)

Da Madalena Máxima de Miranda (1690-?), ebbe:
- Gaspare di Braganza (8 ottobre 1716-18 gennaio 1789), arcivescovo di Braga

Da suor Paula de Odivelas (1701-1768), ebbe:
- Giuseppe di Braganza (8 settembre 1720-31 luglio 1801), Inquisitore generale del Regno del Portogallo

Da donna Luísa Clara de Portugal (1702-1779), dama di compagnia, conosciuta con il soprannome di Flor da Murta (Fiore di Mirto), Giovanni V ebbe la seguente figlia illegittima:
- Maria Rita del Portogallo (1731-1808)

Da una donna di origini francesi, ebbe:
- Giovanna Rita di Braganza

## Ascendenza
|                                               |                                               |                                                          | Genitori                                             |  |  | Nonni |  |  | Bisnonni                      |  |  | Trisnonni                    |  |
|                                               |                                               |                                                          |                                                      |  |  |       |  |  | Teodosio II, Duca di Braganza |  |  | Giovanni I, Duca di Braganza |  |
|                                               |                                               |                                                          |                                                      |  |  |       |  |  | Teodosio II, Duca di Braganza |  |  | Giovanni I, Duca di Braganza |  |
|                                               |                                               | Infanta Caterina di Guimarães                            |                                                      |  |  |       |  |  | Teodosio II, Duca di Braganza |  |  |                              |  |
| Giovanni IV del Portogallo                    |                                               |                                                          |                                                      |  |  |       |  |  | Teodosio II, Duca di Braganza |  |  |                              |  |
|                                               |                                               | Ana de Velasco y Girón                                   | Juan Fernández de Velasco, V Duca di Frias           |  |  |       |  |  |                               |  |  |                              |  |
|                                               |                                               | Ana de Velasco y Girón                                   | Juan Fernández de Velasco, V Duca di Frias           |  |  |       |  |  |                               |  |  |                              |  |
|                                               |                                               | Ana de Velasco y Girón                                   | María Téllez-Girón                                   |  |  |       |  |  |                               |  |  |                              |  |
| Pietro II del Portogallo                      |                                               | Ana de Velasco y Girón                                   |                                                      |  |  |       |  |  |                               |  |  |                              |  |
|                                               |                                               | Juan Manuel Pérez de Guzmán, VIII duca di Medina Sidonia | Alonso Pérez de Guzmán, VII duca di Medina Sidonia   |  |  |       |  |  |                               |  |  |                              |  |
|                                               |                                               | Juan Manuel Pérez de Guzmán, VIII duca di Medina Sidonia | Alonso Pérez de Guzmán, VII duca di Medina Sidonia   |  |  |       |  |  |                               |  |  |                              |  |
|                                               |                                               | Juan Manuel Pérez de Guzmán, VIII duca di Medina Sidonia | Ana Gómez de Silva y Hurtado de Mendoza              |  |  |       |  |  |                               |  |  |                              |  |
| Luisa di Guzmán                               |                                               | Juan Manuel Pérez de Guzmán, VIII duca di Medina Sidonia |                                                      |  |  |       |  |  |                               |  |  |                              |  |
|                                               |                                               | Juana Gómez de Sandoval y la Cerda                       | Francisco Gómez de Sandoval y Rojas, I duca di Lerma |  |  |       |  |  |                               |  |  |                              |  |
|                                               |                                               | Juana Gómez de Sandoval y la Cerda                       | Francisco Gómez de Sandoval y Rojas, I duca di Lerma |  |  |       |  |  |                               |  |  |                              |  |
|                                               |                                               | Juana Gómez de Sandoval y la Cerda                       | Catalina de la Cerda                                 |  |  |       |  |  |                               |  |  |                              |  |
| Giovanni V del Portogallo                     |                                               | Juana Gómez de Sandoval y la Cerda                       |                                                      |  |  |       |  |  |                               |  |  |                              |  |
|                                               | Volfango Guglielmo, Conte Palatino di Neuburg | Filippo Luigi, Conte Palatino di Neuburg                 |                                                      |  |  |       |  |  |                               |  |  |                              |  |
|                                               | Volfango Guglielmo, Conte Palatino di Neuburg | Filippo Luigi, Conte Palatino di Neuburg                 |                                                      |  |  |       |  |  |                               |  |  |                              |  |
|                                               | Volfango Guglielmo, Conte Palatino di Neuburg | Anna di Cleves                                           |                                                      |  |  |       |  |  |                               |  |  |                              |  |
| Filippo Guglielmo, Elettore Palatino          | Volfango Guglielmo, Conte Palatino di Neuburg |                                                          |                                                      |  |  |       |  |  |                               |  |  |                              |  |
|                                               |                                               | Maddalena di Baviera                                     | Guglielmo V di Baviera                               |  |  |       |  |  |                               |  |  |                              |  |
|                                               |                                               | Maddalena di Baviera                                     | Guglielmo V di Baviera                               |  |  |       |  |  |                               |  |  |                              |  |
|                                               |                                               | Maddalena di Baviera                                     | Renata di Lorena                                     |  |  |       |  |  |                               |  |  |                              |  |
| Maria Sofia di Neuburg                        |                                               | Maddalena di Baviera                                     |                                                      |  |  |       |  |  |                               |  |  |                              |  |
|                                               |                                               | Giorgio II, Langravio d'Assia-Darmstadt                  | Luigi V, Langravio d'Assia-Darmstadt                 |  |  |       |  |  |                               |  |  |                              |  |
|                                               |                                               | Giorgio II, Langravio d'Assia-Darmstadt                  | Luigi V, Langravio d'Assia-Darmstadt                 |  |  |       |  |  |                               |  |  |                              |  |
|                                               |                                               | Giorgio II, Langravio d'Assia-Darmstadt                  | Maddalena di Brandeburgo                             |  |  |       |  |  |                               |  |  |                              |  |
| Langravia Elisabetta Amalia d'Assia-Darmstadt |                                               | Giorgio II, Langravio d'Assia-Darmstadt                  |                                                      |  |  |       |  |  |                               |  |  |                              |  |
|                                               |                                               | Sofia Eleonora di Sassonia                               | Giovanni Giorgio I, Elettore di Sassonia             |  |  |       |  |  |                               |  |  |                              |  |
|                                               |                                               | Sofia Eleonora di Sassonia                               | Giovanni Giorgio I, Elettore di Sassonia             |  |  |       |  |  |                               |  |  |                              |  |
|                                               |                                               | Sofia Eleonora di Sassonia                               | Maddalena Sibilla di Prussia                         |  |  |       |  |  |                               |  |  |                              |  |
|                                               |                                               | Sofia Eleonora di Sassonia                               |                                                      |  |  |       |  |  |                               |  |  |                              |  |